# 令和の虎
『令和の虎』（れいわのとら、英: Tiger Funding）は、2018年（平成30年）12月20日からYouTubeで配信されているリアリティ番組である。『Tiger Funding』（タイガーファンディング）という企画にて、一般人起業家である志願者（虎の子）が事業計画をプレゼンテーションし、投資家たる審査員（虎）が出資の可否を決定するという番組内容となっている。YouTubeの登録者数は110万人を超える（2024年現在）。

## 概要

### 立ち上げの経緯
2001年10月から2004年3月まで日本テレビ で放送されたリアリティ番組『¥マネーの虎』を、YouTubeで復活させるという名目でスタートした企画であり、番組タイトルも同番組に因んでいる。『¥マネーの虎』のパロディではなくオマージュという形で制作されている。
番組当初は『就活の虎CHANNEL』という名前でスタート。新卒採用活動の支援事業を手がけている岩井良明が、企業と学生のマッチングをアピールするために就活ノウハウを伝授するYouTube番組として始まった。その中でも人気が高かったのが、かつて『マネーの虎』に出演していた南原竜樹や川原ひろしが人生を語る回だった。
当初は「就活生」をターゲットにしてYouTubeを活用しようと思っていたが、『¥マネーの虎』ファンであろう30〜50代の男性が9割以上を占めるデータから、岩井は『¥マネーの虎』を復活させるアイデアに至った。

### 番組の概要
キャッチコピーは、「ALL or NOTHING 新しい未来をつかみとれ Catch the fund！」。
本家『¥マネーの虎』に実際、虎として出演していた起業家の岩井良明が「Tiger Funding」の主宰として司会を務める。お金が欲しい虎の子（志願者）が、5人の虎（投資家）の前で事業計画のプレゼンをして希望額に達した場合、目の前で札束を貰えるマネードリーム番組。
その後の進捗状況も追っていく。
虎側に西村博之（ひろゆき）や三崎優太（青汁王子）、南原竜樹、川原ひろしなどの著名社長が登場するところも見どころの1つである。

### 派生版
以下に派生版として登場し、実際に岩井を含めた虎が出演している正当な派生版を挙げる（本編には登場せず、特定の派生版にのみ登場する虎も存在する）。
これらの派生版では通常盤同様に希望額のALLを勝ち取ることが最終目的となっている場合もあれば、それぞれで決められた特殊な条件を目指すことがルールになっている場合もある（『リベンジ版』のようにその両者が複合されている場合もある）。
なおこれ以外にも、虎を務めている社長が自チャンネルなどで運営しているビジネスプレゼンの企画もあり、その中には岩井が出演しているものも存在するが、本チャンネルで派生版として扱われているものは以下が全てである。前半が本チャンネル、後半が主宰のチャンネルで配信。
| 派生版        | 主宰                                                 | 概要 |
| ------------- | ---------------------------------------------------- | --- |
| 令和の虎Youth | 松原一樹(初代) 岩井良明(二代目) ドラゴン細井(三代目) | 主に大学受験や留学等を控えた学生が、その費用を虎に出資してもらうことを目的としている。かつては本チャンネルや出演者のチャンネルで配信されていたが現在では専門チャンネルが存在しており、全編が本チャンネルとは独立したチャンネルで配信される唯一の派生版となっている。 旧チャンネル名「受験生版 Tiger Funding」。2024年に「青い令和の虎」、2025年に「令和の虎Youth」と改名し、学生起業家や医療大学志望者への出資も行っている。 |
| FC版          | 竹村義宏 林尚弘                                      | 既存事業のフランチャイズ展開を望む志願者のための番組。 |
| 事業再生版    | 後藤和良                                             | 破産した・しそうな事業の復活や立て直しを目的とした志願者のための番組。 |
| リベンジ版    | 茂木哲也                                             | かつて「令和の虎」で「Nothing」となった志願者が、再挑戦するための番組。 |
| スキル獲得版  | あお(初代)                                           | かつての名称は『リ・スキリング版』だったが改称。 |
| 人財版        | 谷本吉紹(初代) 野口功司(二代目) 榊󠄀原清一(三代目)     | 求職中の志願者が、虎の経営する会社とのマッチングを図るための番組。 |
| なでしこ版    | セナ社長(初代) 田中絢望(二代目)                      | 女性志願者専用の番組。出演する虎も基本的にすべて女性経営者である（一部例外あり）。 |
| 通販の虎      | 桑田龍征                                             | 志願者が自社の商品をECサイトを通じて販売するための掲載権を獲得するための番組。旧企画名「通販版 Tiger Funding」。個別チャンネルでの配信を行っている。 |
| 虎版 令和の虎 |                                                      | 現役の虎によるプレゼン番組。 |
| 関西版        | 谷本吉紹                                             | 関西圏に特化したビジネス起業家を応援するための番組。 |

また、かつて派生版としてスタートしたが、その後企画が打ち切りもしくは他の企画に合併されることとなった企画は下記の通りとなる。
| 派生版       | 主宰         | 概要                   |
| ------------ | ------------ | ---------------------- |
| セラピスト版 | 若林大樹     | 2023年以降は更新無し。 |
| スポーツ版   | 髙木宏昌     |                        |
| SNS版        | 稲葉信       |                        |
| 美容版       | ドラゴン細井 |                        |
| ダイエット版 | 森脇悠人     |                        |
| ハゲ版       | 山本祐司     |                        |
| 芸能版       | 山本宗宜     |                        |
| 美容整形版   |              |                        |

## 沿革
2018年（平成30年）
- 12月20日：YouTubeチャンネル『就活の虎』放映開始。チャンネル名はのちに『令和の虎』に変更された。

2019年（令和元年）
- 6月20日：YouTubeチャンネル『令和の虎 外伝』放映開始。
- 12月1日：オンラインサロン『令和の虎ファンクラブ』スタート。

2020年（令和2年）
- 3月15日：YouTubeチャンネル『令和の虎』の登録者数が10万人を突破。

2021年（令和3年）
- 11月21日：TikTok『令和の虎』スタート。
- 12月4日：YouTubeチャンネル『令和の虎』の新主題歌に志願者だった氏神一番「栄冠は君に」に決定。
- 12月9日：YouTubeチャンネル『令和の虎 外伝』放映終了。

2022年（令和4年）
- 1月4日：YouTubeチャンネル『令和の虎』の登録者数が20万人を突破。
- 1月16日：総再生回数が1億回を突破。
- 1月30日：YouTubeチャンネル『令和の虎』の登録者数が30万人を突破。
- 2月13日：YouTubeチャンネル『令和の虎』の登録者数が40万人を突破。
- 2月15日：出演者による違法賭博問題の件で、主宰者・岩井良明から当面配信停止を発表。
- 3月1日：同日より配信再開。当面は不祥事前に撮影済のものから配信。
- 3月29日：YouTubeチャンネル『令和の虎』の登録者数が50万人を突破。
- 4月13日：総再生回数が2億回を突破。
- 4月30日：54人目の志願者として出演した松原一樹は令和の虎チャンネル内で「受験生版Tiger Funding」の試験配信を成功させて新チャンネルとして昇格。レギュラー配信がスタート。チャンネル名はのちに『青い令和の虎』に変更された。
- 8月28日：番組ルール改正。「社内ベンチャー廃止」「会社代表者は除き、投資も廃止」「融資するかのみを決める」ことに変更。
- 8月30日：YouTubeチャンネル『令和の虎』の登録者数が60万人を突破。
- 1月5日：総再生回数が3億回を突破
- 11月13日：YouTubeチャンネル『令和の虎』の登録者数が70万人を突破。

2023年（令和5年）
- 5月2日：総再生回数が4億回を突破。
- 5月12日：YouTubeチャンネル『令和の虎』の登録者数が80万人を突破。
- 7月23日：総再生回数が5億回を突破。
- 9月3日：YouTubeチャンネル『令和の虎』の登録者数が90万人を突破。
- 10月28日：YouTubeチャンネル『令和の虎』の登録者数が100万人、総再生回数が6億回を突破。

2024年（令和6年）
- 4月30日：小火騒ぎにより、スタジオからの退去問題が発生。
- 9月15日：令和の虎主宰 岩井良明が肺がんの為逝去 64歳没
- 10月14日：2代目令和の虎主宰として林尚弘が就任

## 番組の内容

### 志願者の選考
毎月20〜25人ほどの志願者への応募があり、「応募時の書類審査」を通過した者のうち、「スタッフとの面談」を経て事業プランを精査して、出演者を6人程度に絞りこんでいるという。2023年以降、岩井はオンライン面談を行っておらず、番組スタッフ達による事前面談が行われており、配信ペースが上がったこともあり出演しやすい状況になっている。
志願者の選考にあたって、「虎たちと上手くコミュニケーションを図れるか」を面談の段階で見極めるという。2時間ほどの収録を持たせられるかが重要であり、質問に対する回答があまりにもズレている場合は出演を見送るという。また、番組のエンターテインメント性を重視する上で、「キャラクター枠」を設けているという。
初めから完璧な事業プランを求めているわけではなく、当初に持ち込んだ事業プランがそのまま通る人はほぼおらず、面談してから本番までの1か月程度かけて「志願者とのLINEグループ」を作り、事業プランを練り直しているという。その時点で尻込みしてしまう人や、本番までのやり取りであきらめてしまう者、他から資金調達をして止めてしまう者もいる。

### 虎へのプレゼン
志願者による自分がやりたい事業や、願望を抱く夢に関するプレゼンテーションに対して、「令和の虎」と呼ばれる大物起業家達が自腹で現金を出資するか否かの判断を下す。
虎達自身の机上にダミーの札束が並べられている。基本的には1万円単位で希望額が設定されているが、虎達側は出資時に100万円の札束単位で交渉成立時に志願者に渡している。ただし、一部の回（おもに志願額が高額でない回）では札束が10万円単位として機能する場合もある。
希望の投資形態
志願者はプレゼンの前に、下記の3つの中から希望の投資形態を選ぶ。
1. 融資 … お金を貸し付けてもらい、利子をつけて返済していく。返済義務が生じる。
2. 投資 … 虎に出資してもらい、株式などを対価に渡して配当を支払う。返済義務はない。
3. 社内ベンチャー … 虎の会社内でビジネスを立ち上げて、軌道に乗せた後に独立を目指す。

2022年8月28日、投資条件が応募者に見えず不透明であるとの判断で、実際の番組運営した上での改善策として、ルール改正により「社内ベンチャー」が廃止され、法人経営者でない場合には「投資」が選択できなくなり「融資」のみとなることが発表された。

プレゼンの進行
一部の例外はあるが、基本的にプレゼンは以下のような形で進行する。
1. 自己紹介:まず司会者から呼びこまれた志願者が簡潔に自己紹介を行い、実際に行うビジネスの概要を言い表した短いキャッチフレーズを言う。
2. プレゼンテーション:志願者が自作資料などを用い、自分のビジネスプランのプレゼンテーションを行う。虎はその中で質疑応答を行い、志願者のビジネスプランを見極める。
3. LAST STATEMENT:プレゼンテーションと質疑応答が打ち切られた後、最終決断前に志願者が最後に伝えたい思いを述べる。なお、志願者がすでに十分思いを伝えたと判断した場合などは、志願者の同意を取ったうえで省略される場合もある。
4. 最終決断:1枠（志願者から見て左端）の虎から1人ずつ順番に、出資するのか否か・出資する場合はいくら出資するのかを回答し、その額の札束を自分の机に積んでいく。5枠の虎の発表が終わった時点で積まれた合計額が目標額に到達していれば「ALL」。到達していなければ「NOTHING」となる。

その他のルール
- 出資額の最終決定は最終決断時に行われるが、プレゼンテーション中でも虎の判断で札束を積むことは可能。プレゼンテーション中に積まれた札束が目標額に到達した場合、LAST STATEMENTを経ずにALLになる場合もある。
- それぞれの虎の出資額はかつては口頭でのみ発表（現在でも一部の派生版ではこの形式）していたが、現在は専用のボードに数字を記入したうえで発表する形となっている。書く内容は虎にゆだねられており、特に5枠の虎（主に林）は具体的な金額を書かず「残り全額」などと書く場合がある。逆に、プレゼンテーションが著しく悪かった場合にはマイナスを書く虎も発生したことがあるが、それによって積まれた額が減ることはない。
- 各虎の机の下には『お助けダルマ』と呼ばれるダルマがある。最終決戦時にまだALLになっておらず、かつその志願者に対し何かしらの条件の下でなら出資できると考えた場合、虎はダルマを出すことでその条件を提示できる。この場合は選択権が志願者に移り、志願者がその条件を受け入れた場合、「条件付きALL」となる（志願者は条件を拒否することも可能。また、他の虎の出資があった場合は他の虎にも許可が必要）。
- 出資するのは基本的に虎5人だけだが、5人以外の虎からの出資があった場合も出資額にカウントされる[注 5]。
- ルールとして定められているかは不明だが、どうしても志願者の意見に対して同意できない場合やプレゼン内容に納得ができない場合、虎は出資しないことを明言して退室することがある[注 6]。その場合、当該の虎は自動的に出資ゼロとなる。また、あまりにもプレゼンがひどい場合、志願者の方が打ち切り・退室を促される場合もある（その場合も自動的にNOTHINGとなる）。

### プレゼン結果
ALLの場合
虎達の出資予定額の合計が、志願者の希望金額に到達すれば「ALL」となり、志願者は虎達からの出資金を獲得できる。条件付きALLと区別するため、「完全ALL」と呼ばれることが多い。
ALLの場合、志願者は出資者との相談で、開業当日の利益目標に応じたノルマを設定する場合がある。 利益がノルマに到達しなかった場合、出資者から厳しい叱咤を浴びせられることもある。
ALL成立後でも、後日プレゼンの中に嘘や偽りが発覚したり、志願者側 or 出資者側の都合や心変わりなどで契約上において双方で合意に至ることができなかった場合には「NOTHING」となる場合がある。
ALLの場合、番組最後にエンディング曲として最期のチャンネルが歌う『新しい未来』が流れていた（第24回 - 第56回）。

NOTHINGの場合
虎達の出資予定額の合計が志願者の希望金額に到達しなければ「NOTHING」となり、志願者は虎達からの出資金を一切受け取れずプレゼン失敗となる。
NOTHINGになった企画でも、虎から指摘された問題点を改善して、企画内容や事業計画などを練り直していれば再チャレンジが認められる場合がある。
最終決断において虎が自分の出資額がゼロであることを示す際にも「NOTHING」という言葉が使われる。ただし、これはあくまで個人の判断に対しての用語であり、他の虎の出資額が足りていれば個人ではNOTHINGの虎がいてもALLになる。

条件付きALLの場合
希望金額に未達成でも、見どころのある企画や志願者の場合には、救済措置として「条件付きALL」となる。
条件付きALLとなった場合には、後日に虎から課された下記条件をクリアした場合に、希望額が出資される。ファンディング中に条件をその場で満たした場合には、完全ALLを獲得する場合もある。
- 「テスト販売して売上○○万円に達した場合」
- 「営業活動して契約先を○件集めた場合」
- 「○○社長からの賛同が得られて協力してもらえる場合」など

STAYの場合
ファンディングの判断を保留する場合には、「STAY」となる。
条件付きALLと同じく、条件やノルマが課される場合がある。

EXCEEDの場合
「ALL」の中でも、複数の虎の賛同を得て希望金額を上回った場合には「EXCEED」と呼ばれ、各出資者による融資/出資配分をどうするのかを、志願者が選択できる。希望金額1000万円の時に虎5人が1000万円ずつ出資希望して合計5000万円集まった場合など。第182回の林尚弘の回において、初めて達成した。
EXCEEDとなった場合でも希望金額までしか出資は行われないため、志願者は出資を選択した虎から任意の割合で出資金額を決める。過去には例として以下の選択が行われている。
- 「任意の虎のみから出資をしてもらう」
- 「任意の金額ずつ出資をしてもらう」
- 「出資希望額の配分どおりに出資してもらう」

### 動画シリーズ
令和の虎Second
旧企画「令和の虎　最後の審判」や、「令和のウラ」で実施されていた企画を統合して作られたチャンネル。主催は茂木哲也。
志願者の後追いや、過去の動画をゲストの虎を招いて振り返る「解説の虎」等、幅広い企画が実施されている。

## 出演者

### 司会 (MC)
下記に列挙する人物以外にも幅広い人物が司会として出演しており、中には虎として出演している起業家が司会を担当することもある。
岩井良明（初代令和の虎主宰）
第1回から第609回まで出演。
教育専門広告代理店『株式会社 MONOLISJapan』代表取締役会長。『令和の虎チャンネル』における司会進行役となり、基本的には「志願者の味方」というスタンスで臨んでいるという。
人情味のある性格であり、「人との繋がり」を大切にするタイプであるが、それもあって志願者の事業計画に虚偽や甘さがあったり、志願者や虎の言動が失礼な場合には、怒鳴ったり激怒したりすることもある。義理と人情、恩返し等の義侠心を大事にしているが、時折主観的な価値観から上述のように怒鳴ったり、激怒することがある。解釈の間違いや事前準備不足、志願者の質の低さなどに起因し志願者のスクリーニングについて他の虎から番組内でクレームがついたことがある。
第45回、第185回、第299回、第331回においては、自身が志願者となって出資を求めたこともある。
2024年8月1日の自身のX投稿で、肺がんに罹患し、既にステージIVで他臓器への転移もみられることを公表した。
その後、同年9月22日に「生前葬」を実施し、同日の様子をコンテンツ「終活の虎」で配信することを検討するとしていたが、同年9月15日に死去。64歳没。
生前葬は「岩井良明を送る会」として開催し、当日参加できない人のためにオンラインサロン用に開放している西新宿「令虎サロン」を一般開放したうえで、同月24日から一定期間、弔う場を設けるとしている。
雫石将克
高知放送元アナウンサー。現在はフリーアナウンサーの傍らトレーニングジムを経営。
茂木哲也
株式会社ピナイ・インターナショナル代表取締役。虎として出演することもある。
高澤有紀
株式会社ADOYOSU 代表。虎として出演することもある。
鈴木康一（ズッキー）
教育専門広告代理店『株式会社 MONOLITH Japan』取締役社長。故・岩井良明の右腕的存在で、番組制作の裏方としても活躍した。
2025年7月をもって同社取締役社長を退任し、「令和の虎」からも離脱した状態となっている。
三浦大治
教育専門広告代理店『株式会社 MONOLITH Japan』取締役副社長。通称デジー。お茶と電柱写真とサッカーをこよなく愛する。
バン仲村（仲村光）
彫り師。喧嘩バトルロワイアルのシーズン１に代表として出場しており、惜しくも決勝で敗れる。シーズン２では喧嘩バトルロワイアルを自ら買取り、
代表となって主催者側で登場しており、またBreakingDown5のオーディションにも出場しておりその後ひな壇入り。
また、「アウトローのカリスマ」こと瓜田純士とは10年前にトラブルがあり、そこから亀裂が入って疎遠になっている。
2025年2月をもって、司会を自主的に降板。後に「令和の虎Second」にも出演。
乙武洋匡
作家・タレント。「令和の虎Youth」、「人財版 Tiger Funding」に主に出演。

### 虎（投資家）
虎の条件として、「年商10億円」が一つの基準であるという。ただし、必ずしもその基準をクリアした虎ばかりではなく、林尚弘のように違法賭博により年商0円になりその後フランチャイズ事業で年商数億円となって再参加した者もいる。
虎が参加するには、1本あたり10万円(現在は20万円)程度の参加料を支払う必要があり、番組制作費の一部として充てられている。
下記の一覧では、2025年5月の第718回時点における出演回数順に並べたものである。主要レギュラーに記載した、登場回数・出資率についても第718回時点とする。

#### レギュラー
| 投資家                    | 企業名                                                | 事業内容                     | 備考                       |
| ------------------------- | ----------------------------------------------------- | ---------------------------- | -------------------------- |
| 林尚弘                    | 武田塾元塾長、A.ver元代表 FCチャンネル、令和の虎 主宰 | フランチャイズ支援事業       | 469回出演。出資率 52.8％。 |
| トモハッピー （齋藤友晴） | 株式会社トモハッピー                                  | カードゲーム売買業。YouTuber | 314回出演。出資率 66.3％。 |
| 桑田龍征                  | NEW GENERATION GROUP                                  | ホスト店、Youtuber           | 212回出演。出資率 70.0％。 |
| 竹内亢一                  | Suneight                                              | YouTubeマーケティング会社    | 166回出演。出資率 75.3％。 |
| 唐沢菜々江                | Nanae（ママ）                                         | 銀座クラブ                   | 134回出演。出資率 66.9％。 |
| 安藤功一郎                | GA techologies                                        | 不動産                       | 116回出演。出資率 56.0％。 |
| 高澤有紀                  | ADOYOSU                                               | ネット広告、SEO対策          | 115回出演。出資率 68.1％。 |
| ドラゴン細井 （細井龍）   | アマソラクリニック（院長）                            | 美容クリニック               | 109回出演。出資率 56.8％。 |

| 投資家           | 企業名                       | 事業内容               | 備考                                                                                     |
| ---------------- | ---------------------------- | ---------------------- | ---------------------------------------------------------------------------------------- |
| あお（青笹寛史） | アズール株式会社             | 医学生、会社経営       | 2025年6月25日、急性心不全で死去                                                          |
| 井口智明         | ディアローグホールディングス | 美容院など             | 元志願者（虎の子）                                                                       |
| 茂木哲也         | ピナイ・インターナショナル   | 家事代行サービス       | 事業専念のため、降板した後に復帰。その後『リベンジ版 Tiger Funding』を主宰。             |
| 谷本吉紹         | エースタイル                 | 福祉介護など・FM大阪DJ | 「人財版 Tiger Funding」「関西版 Tiger Funding」主宰                                     |
| 株本祐己         | StockSun                     | WEBコンサルティング業  | 諸問題により出演自粛したが復帰                                                           |
| 島やん(島田隆史) | お客様みなさまおかげさま     | ラーメン店             |                                                                                          |
| 田中雄士         | ユージーエース               | 不動産                 |                                                                                          |
| 木下勇人         | 税理士法人レディング         | 税理士・会計士         |                                                                                          |
| 荒木杏奈         | アンナアドバイザーズ         | 不動産                 |                                                                                          |
| 佐々木貴史       | 株式会社りらいぶ社長         | リライブシャツ開発者   | 元志願者（虎の子）                                                                       |
| 竹之内教博       | T'sインベストメント（会長）  | 飲食、アプリ開発、EC   | 金銭問題により降板したがその後『ハゲ版 Tiger Funding』にて復帰。その後本編にも復帰した。 |
| 遠藤悠記         | えん                         | エステサロン経営       | 諸問題により降板したが復帰                                                               |
| 小林真之         | ProLogue                     | コンサルティング会社   | 事業専念のため、降板した後に復帰                                                         |

#### 準レギュラー
| 投資家                   | 企業名                                    | 事業内容                         | 備考                                             |
| ------------------------ | ----------------------------------------- | -------------------------------- | ------------------------------------------------ |
| 宮本聖菜（セナ社長）     | ecxia                                     | ホワイトニングサロン             |                                                  |
| 平出心                   | 予想屋マスター                            | 弁理士・競馬予想                 |                                                  |
| 稲葉信                   | ネルプ                                    | アプリ開発                       | 元志願者（虎の子）                               |
| 條隼人                   | SGGK Group International                  | 牛タンの通販                     | 元志願者（虎の子）、倒産により降板               |
| 岩井良明                 | MONOLISJapan                              | 広告代理店                       | 6人目の虎になる時もある                          |
| 三浦哲郎                 | トリアイナ                                | リユース事業など                 | 一旦引退したが、後に復帰                         |
| 桐原隆                   | RAM Homes Allied Services Inc.            | 不動産                           |                                                  |
| 寺田高士                 | 一会不動産                                | 不動産                           |                                                  |
| 岡田真弓                 | MR                                        | 探偵                             |                                                  |
| 北川哲平                 | りくりえいと                              | 障害者グループホーム             | 引退                                             |
| 大石純平                 | ファミリーオフィス ・ジャパン             | ファミリービジネスのサポート     |                                                  |
| 森龍一                   | NEXTスタッフサービス                      | 人材派遣                         |                                                  |
| 渡邊正都                 | Fine Fast Foods                           | 飲食店                           | 史上初虎が本編の志願者として登場、倒産により降板 |
| 竹長篤史                 | 電光石火                                  | お好み焼き屋                     |                                                  |
| Fumi Sugita              | Terra Matcha Founder                      | 食品事業                         |                                                  |
| 東将大                   | ロレインブロウ                            | サロン経営、FC展開等             |                                                  |
| 木下博勝                 | さいたま新都心ジャガークリニック（理事長) | 外科、内科、小児科               |                                                  |
| 岩崎健人                 | 喜創産業                                  | 企業コンサルタント               |                                                  |
| 孫駿一郎                 | X CLINIC                                  | エイジングケア                   |                                                  |
| 大迫源一                 | ふじなコーポレーション                    | 飲食店                           |                                                  |
| 高橋未樹                 | 虹視力クリエイティブアソシエイト          | カウンセリング事業の運営         |                                                  |
| 福田雅典                 | メモワールしおん                          | 葬儀社                           |                                                  |
| 野田慎太郎               | AEトランスポート                          | 物流                             | 円満な形で降板                                   |
| 南原竜樹                 | LUFTホールディングス                      | 自動車輸入販売                   | マネーの虎にも出演                               |
| 神田みつき               | ルミナス                                  | アニソンバー、コンカフェ         | 元志願者（虎の子）                               |
| 黒川たくや               | セインムー                                | 化粧品ブランド店                 |                                                  |
| 矢神サラ                 | 六本木 GENIE                              | 六本木バー、YouTuber             |                                                  |
| 冬真怜                   | WMC                                       | 広告代理店                       |                                                  |
| 安達逸平                 | J-GATE                                    | 営業コンサルティングなど         |                                                  |
| 吉野繁                   | CREAM HONPO                               | 飲食チェーン店運営               |                                                  |
| 山澤礼明                 | FIT PLACE                                 | FIT PLACE24の運営                |                                                  |
| 杉本幸倫（もとのり社長） | メルヴェイユ                              | 光回線販売など                   |                                                  |
| 川中子輝昂               | LINGs                                     | 軽貨物配送                       |                                                  |
| 野口功司                 | CBTソリューションズ                       | 教育業界におけるITソリューション | 「人財版 Tiger Funding」二代目主宰               |
| 榊原清一                 | EMOLVA                                    | SNSコンサルタント                | 「人財版 Tiger Funding」三代目主宰               |

#### その他
| 投資家                     | 企業名                                 | 事業内容                                  | 備考                                 |
| -------------------------- | -------------------------------------- | ----------------------------------------- | ------------------------------------ |
| 日熊秀貴                   | オルソ                                 | 体操教室                                  |                                      |
| 磯遊晋介                   | ISOYU                                  | アウトレット店、WEB制作                   |                                      |
| 三崎優太（青汁王子）       | みさきホールディングス                 | 投資事業                                  |                                      |
| 山田久太郎                 | アロマプリエールグループ               | メンズエステ                              |                                      |
| 沓名裕城                   | 非常電源メンテナンスサービス           | 発電機の整備点検など                      |                                      |
| 黒田健太郎                 | リバネス                               | コンストラクション                        |                                      |
| カトリッセ・ヤン＝ピートル | 株式会社テンペスト                     | 営業代行、飲食店経営                      |                                      |
| 中川浩秀                   | 弁護士法人東京スタートアップ法律事務所 | 弁護士                                    |                                      |
| 前徳政宗                   | エムグラント                           | 不動産                                    |                                      |
| 奥谷敦子                   | 奥谷商売研究所                         | 飲食コンサルタント                        |                                      |
| 西本誠                     | ラグナロク                             | スマホアプリ系サービス                    |                                      |
| 重田裕輔                   | アーステックプレゼンツ                 | リフォーム                                |                                      |
| 京極琉                     | Kyogoku                                | 美容系                                    | 元志願者（虎の子）                   |
| 升澤裕介                   | グッドフェイラー                       | 動画制作、SNSマーケティング               | 元志願者（虎の子）                   |
| 島袋直樹                   | M＆A BANK                              | ITコンサルタント                          |                                      |
| ヒカル                     | シュプラス他                           | YouTuber                                  | 元志願者（虎の子）                   |
| 池端美和                   | MIWAIKEHATA                            | Aroma美容研究家                           |                                      |
| 蓮井廉                     | PlayfulGroup                           | マーケティング、クリーニングなど          | 元志願者（虎の子）                   |
| 長谷部文康                 | ROMANDO ROLL JAPAN                     | フランスロールの販売                      | マネーの虎、FC版にも志願者として出演 |
| カイユリコ                 | パスチャー                             | デジタルマーケティング支援                |                                      |
| ロイター豪                 | HAB-inc                                | 20代女性専門の結婚相談所                  |                                      |
| 兼子ただし                 | スリーエス                             | スポーツストレッチ専門店                  | マネーの虎にも志願者として出演       |
| 寺林良                     | クローバー                             | キタン塾の運営                            |                                      |
| 愛沢えみり                 | voyage                                 | 女性向けアパレル、美容用品、IT事業経営    |                                      |
| 戸村光                     | HACKJPN                                | 未上場企業のデータベース提供              |                                      |
| 村川智博                   | ベクトル                               | アパレルの買取販売                        |                                      |
| 牧田彰俊                   | M&A DX                                 | M＆A事業                                  |                                      |
| 田中絢望                   | AMM                                    | 美容・エステコンサルタント                | 「なでしこ版令和の虎」二代目主宰     |
| 足立暢                     | 俺豚骨グループ                         | つけ麺屋                                  | 元志願者（虎の子）                   |
| ひろゆき（西村博之）       | 東京プラス                             | IT関連の企画開発                          |                                      |
| 三原拓大                   | シュビヒロ                             | FCコンサルタント等                        |                                      |
| 六川正男                   | MJS                                    | 飲食店・バー運営                          |                                      |
| 土橋和貴                   | スニーズ                               | 男性向けエステサロン経営                  |                                      |
| 大濱裕貴                   | クルイト                               | 教育関連のメディア、スクール事業          |                                      |
| 奥山幸生                   | エヌイチ                               | 人材派遣業                                |                                      |
| 安田久                     | 外食虎塾                               | 外食産業セミナー、コンサル等              | マネーの虎にも出演                   |
| 尾崎友俐                   | オリエンタルホールディングス           | 企業成長支援                              | マネーの虎にも出演                   |
| 岡田修一                   | YAKINIKUEN忍鬨グループ                 | 焼肉店などの飲食店                        |                                      |
| 川原ひろし                 | なんでんかんでん                       | 博多ラーメン店                            | マネーの虎にも出演                   |
| 後藤和良                   | カグヤマ商会                           | 中古車販売                                |                                      |
| 松尾大史                   | NoneBox                                | フランチャイズ事業                        |                                      |
| 松本和博                   | REISIN NOVA                            | アパレルショップ経営                      |                                      |
| 泉舞                       | アルドコーポレーション                 | 事業不明                                  | 元「令和の虎」二代目アシスタント     |
| 竹村義宏                   | 竹村義宏事務所                         | フランチャイズ支援事業                    | 「FC版 Tiger Funding」主宰           |
| 荻原空                     | エシカル・スカイジャパン               | IT運用代行                                |                                      |
| 西田拳                     | テクニケーション                       | IT系人材派遣業                            |                                      |
| 関口ケント                 | 株式会社Webnesday                      | ホラー総合商社 怪談Bar運営・YouTube運営等 |                                      |
| 高野秀敏                   | キープレイヤーズ                       | キャリアコンサルティング                  |                                      |
| 仙石実                     | 南青山アドバイザリーグループ           | M&Aなどのコンサルティング                 |                                      |
| 前迫潤哉                   | MOVEMENT PRODUCTION                    | 作詞家・音楽プロデューサー                |                                      |
| 小澤辰矢                   | 小澤総業                               | コンクリートポンプ事業                    |                                      |
| 尾賀裕一                   | 伝然                                   | ナクスルの販売                            | 元志願者（虎の子）                   |
| 山本優斗                   | OYFグループ                            | 学習塾経営                                | 元志願者（虎の子）                   |
| 渡正行                     | lifedesign CEO                         | 不動産                                    |                                      |
| 犬飼京                     | ADRER                                  | アパレルショップ経営、インフルエンサー    |                                      |
| 辰巳大地                   | d2international                        | カジノスクール事業                        | 元志願者（虎の子）                   |
| 鈴木智哉                   | トゥモロー                             | フルーツ大福店                            |                                      |
| 髙木宏昌                   | Junior Promote Coach                   | スポーツ教室                              |                                      |

## 統計データ

### 基本データ
「マネーの虎」が志願者134人中わずか27人 (20％) しかマネー成立していない一方で、「令和の虎」では2023年現在で43％前後の志願者がマネー成立している。STAYを含めた場合には、過半数以上の志願者となっており、番組としての方向性がうかがえる。
| 年     | 放映回数 | All   | NOTHING | STAY | All達成率 | All達成率 (STAY含む) | 備考              |
| ------ | -------- | ----- | ------- | ---- | --------- | -------------------- | ----------------- |
| 2019年 | 計49回   | 15回  | 25回    | 9回  | 30.6％    | 48.9％               |                   |
| 2020年 | 計59回   | 31回  | 26回    | 2回  | 52.5％    | 55.9％               |                   |
| 2021年 | 計102回  | 46回  | 46回    | 10回 | 45.0％    | 54.9％               | 1回ノーカウント有 |
| 2022年 | 計145回  | 62回  | 60回    | 24回 | 42.7％    | 59.3％               |                   |
| 2023年 | 計150回  | 72回  | 61回    | 17回 | 48.0％    | 59.3％               |                   |
| 総計   | 計505回  | 226回 | 218回   | 62回 |           |                      | 第509回までの集計 |

### 希望条件ごとのALLの割合
2022年8月28日以降、法人経営者でない志願者＆法人設立を予定していない志願者には「投資」ができなくなったため、「融資」の割合が増えている。しかし基本的に虎は、「融資」では見返りが少ないため、リターン報酬の多い「投資」を好む傾向にある。
| 年     | All回数                      | 融資 | 投資  | 社内ベ | 融資or投資 | その他 |
| ------ | ---------------------------- | ---- | ----- | ------ | ---------- | ------ |
| 2019年 | 計15回                       | 2回  | 7回   | 0回    | 5回        | 1回    |
| 2020年 | 計31回                       | 2回  | 16回  | 1回    | 6回        | 4回    |
| 2021年 | 計46回                       | 6回  | 31回  | 0回    | 9回        | 0回    |
| 2022年 | 計62回                       | 27回 | 22回  | 0回    | 12回       | 1回    |
| 2023年 | 計70回                       | 24回 | 31回  | ---    | 15回       | 0回    |
| 2024年 | 計18回                       | 8回  | 8回   | ---    | 2回        | 0回    |
| 合計   | 計277回（第555回までの集計） | 86回 | 127回 | 1回    | 51回       | 6回    |

### 金額ごとのALLの割合
2023年現在で、500万円未満のALLが6割を占めており、「500万円ちょうどのALL」を合わせれば約75％となっている。
| 年     | All回数                      | 250万円未満   | 500万円未満   | 750万円未満   | 1000万円未満 | 1000万円以上  |
| ------ | ---------------------------- | ------------- | ------------- | ------------- | ------------ | ------------- |
| 2019年 | 計15回                       | 3回           | 5回           | 5回           | 0回          | 2回           |
| 2020年 | 計31回                       | 6回           | 14回          | 4回           | 4回          | 3回           |
| 2021年 | 計46回                       | 14回          | 18回          | 8回           | 1回          | 5回           |
| 2022年 | 計62回                       | 20回          | 25回          | 8回           | 1回          | 8回           |
| 2023年 | 計33回                       | 6回           | 7回           | 14回          | 0回          | 6回           |
| 合計   | 計187回（第431回までの集計） | 49回 (26.2％) | 69回 (36.8％) | 39回 (20.8％) | 6回 (3.2％)  | 24回 (12.8％) |

## 配信日程
※ 結果は番組内でのもの。放送後に変更したものは備考で紹介。

### 2019年
| 回 | 志願者                       | 志願内容                                                                         | 希望額                                | 結果    | 備考                                                                                              |
| -- | ---------------------------- | -------------------------------------------------------------------------------- | ------------------------------------- | ------- | ------------------------------------------------------------------------------------------------- |
| 1  | 中島良                       | 日本とドイツでアニメスクールを開校したい                                         | 500万円（投資）                       | STAY    |                                                                                                   |
| 2  | 仲沢浩則                     | 子供向けweb・プログラミングスクール事業の拡大                                    | 560万円（融資）                       | NOTHING |                                                                                                   |
| 3  | 堂本聡志                     | 電子ペットを使った派遣サービス                                                   | 270万円（融資）                       | STAY    | 「10件の新規」あればという条件付きALL⇒継続審議                                                    |
| 4  | 奥田敬                       | ベトナムでたこ焼きバルを開業したい                                               | 400万円（融資or投資）                 | NOTHING |                                                                                                   |
| 5  | 門井和樹                     | サービス特化型ファミーレストランを開業したい                                     | 1,300万円（融資or投資）               | NOTHING |                                                                                                   |
| 6  | 萩原鼓十郎 前田儒郎          | 食べ物を活用した広告サービスで食べ物が無料になる世界を作りたい                   | 400万円（投資）                       | ALL     | 後日、諸事情でNOTHING                                                                             |
| 7  | 井上大輔                     | VRを使った舞台製作・配信事業を立ち上げたい                                       | 1億円（融資or投資or社内ベンチャー）   | NOTHING |                                                                                                   |
| 8  | 西河亘                       | YouTubeを使った広告収入事業でアームレスリングを五輪の種目にしたい                | 300万円（投資）                       | NOTHING |                                                                                                   |
| 9  | 龍口健太郎                   | 応援団文化を継承発信するスーパースターになりたい                                 | 220万円（融資or投資）                 | ALL     |                                                                                                   |
| 10 | 神谷周平                     | トルコのアダナで日本式コンビニを展開したい                                       | 350万円（投資）                       | NOTHING |                                                                                                   |
| 11 | 増山智明                     | 目と身体の健康を守る高品質なブルーライトカット眼鏡サングラスの販売を促進したい   | 790万円（融資or投資or社内ベンチャー） | NOTHING |                                                                                                   |
| 12 | 中里太洋                     | キッチンカ―を運営する学生の店舗エージェント集団を作りたい                        | 500万円（投資）                       | STAY    | 金社長と長谷部社長に相談するという条件付きALL⇒結果ALL                                             |
| 13 | 斉加真                       | 地域密着の情報配信アプリを開発し全国制覇をしたい                                 | 500万円（社内ベンチャー）             | NOTHING |                                                                                                   |
| 14 | 笹部晃平（最期のチャンネル） | 音楽とお笑いを通じて宇宙一のスーパースターになりたい                             | 550万円（投資）                       | ALL     |                                                                                                   |
| 15 | 神田みつき                   | アニソンバーを日本中に展開して日本最大のアニソンバーグループを作りたい           | 1,500万円（融資）                     | ALL     |                                                                                                   |
| 16 | 朝比奈卓                     | 結婚式二次会代行事業で奇跡の空間を提供して業界No.1になりたい                     | 2,500万円（社内ベンチャー）           | NOTHING |                                                                                                   |
| 17 | 菅野雄大                     | ボクシングで東京五輪に出場して日本の格闘技を盛り上げたい                         | 1,000万円（投資）                     | STAY    | 国体優勝という条件付きでALL⇒諸事情でNOTHING                                                       |
| 18 | 岡崎弘樹                     | 恋愛の大学を作り恋愛難民を救いたい                                               | 570万円（投資or社内ベンチャー）       | ALL     | 放送後、諸事情でNOTHING                                                                           |
| 19 | 谷口伸一 今泉公助            | 50代、60代がシェアリングサービスで暮らせる世界を作りたい                         | 560万円（投資）                       | NOTHING |                                                                                                   |
| 20 | 金田優                       | 若手宮大工の養成を通じて地域の神社仏閣を再生したい                               | 640万円（融資or投資）                 | ALL     |                                                                                                   |
| 21 | 濱田典之                     | 幹細胞培養液を普及させ美容業界に変革を起こしたい                                 | 1000万円（不明）                      | NOTHING | 現在では、非公開になっているため視聴できない                                                      |
| 22 | 條隼人                       | 牛タン業界に風穴をあけて仙台を代表するイノベーターになりたい                     | 500万円（投資）                       | STAY    | 初の視聴者に決断を委ねる形となった。1週間以内に100パック売れたらという条件付きALL⇒条件を満たしALL |
| 23 | 中島真次朗                   | 英語4技能を育てる英語塾を開業して言葉の壁を壊して世界平和に貢献したい            | 300万円（融資or投資）                 | NOTHING |                                                                                                   |
| 24 | 龍咲輝                       | 癒しと快感を提供するイヤーエステ店を開業したい                                   | 250万円（投資）                       | ALL     | 投資形態が社内ベンチャーと変更となりALL                                                           |
| 25 | 佐々木淳光                   | 建築ポータルサイトを作り豊かな生活が送れる社会にしたい                           | 1,360万円（投資or社内ベンチャー）     | NOTHING |                                                                                                   |
| 26 | 細川芙美                     | お弁当屋を事業拡大してお弁当を食べ方で選ぶ時代にしたい                           | 300万円（融資）                       | ALL     |                                                                                                   |
| 27 | 中村真也                     | 訪問介護ステーションを全国にフランチャイズ化して訪問介護業界を進化したい         | 500万円（投資）                       | NOTHING |                                                                                                   |
| 28 | 和田大樹                     | 韓国式ワッフルでタピオカやパンケーキに続くブームを起こしたい                     | 520万円（社内ベンチャー）             | STAY    | マーケットリサーチした上で条件付きALL⇒諸事情で辞退                                                |
| 29 | 吉田真悟                     | 賞味期限30分以内の生クレープ店を開業して全国の方に食べてもらえる商品を作りたい   | 200万円（融資or投資）                 | NOTHING |                                                                                                   |
| 30 | 尾賀裕一                     | 生ごみ処理機を普及させて後世に自然を伝え続けたい                                 | 500万円（融資）                       | STAY    | 視聴者判断。1週間で10台売れたらという条件付きALL⇒結果ALL                                          |
| 31 | 北川侑樹 段下貴子            | 学生と企業のマッチングを支援するコワーキングスペースを作りたい                   | 400万円（融資or投資）                 | NOTHING |                                                                                                   |
| 32 | 仲沢浩則                     | プログラミングスクールを全国に展開して日本の教育に革命を起こしたい               | 500万円（融資or投資）                 | ALL     | 番組初の再挑戦                                                                                    |
| 33 | シャー・ウジャハット・アリ   | 新大久保にハラール店を開き差別のない雇用を実現したい                             | 650万円（融資）                       | NOTHING |                                                                                                   |
| 34 | れい吉                       | 世界をおもちゃ箱にしたい                                                         | 1,510万円（投資）                     | NOTHING | リベンジ版にも出演                                                                                |
| 35 | 中沢一斗                     | 移動式託児所を全国・世界に発信してFC化したい                                     | 1,900万円（融資or投資）               | STAY    | 1ヵ月の間に確約の営業を取れればという条件付きALL⇒条件満たしALL                                    |
| 36 | 川田晃生                     | 女性専用のちゃんぽん店を開き美味しいちゃんぽんを提供したい                       | 480万円（融資or投資）                 | NOTHING |                                                                                                   |
| 37 | 小川美衣                     | トレーニングのノウハウをYouTubeで公開して認知されたい                            | 200万円（投資）                       | ALL     |                                                                                                   |
| 38 | 奥田大輔                     | 介護が必要な方に訪問介護が行き届くようにしたい                                   | 500万円（投資）                       | ALL     |                                                                                                   |
| 39 | 眞本進五                     | マジックをもっと身近にしてマジシャンの地位を確立したい                           | 1,250万円（融資or社内ベンチャー）     | NOTHING | 通販版やリベンジ版にも出演 その後リベンジ版の虎としても出演                                       |
| 40 | 中荒井慧                     | 誰もが安心して食品やお菓子を食べられる世界にしたい                               | 1,500万円（投資or社内ベンチャー）     | NOTHING |                                                                                                   |
| 41 | 儀間幹佳                     | 南の島・沖縄で日本一のナイトツアー会社を作りたい                                 | 300万円（投資）                       | ALL     |                                                                                                   |
| 42 | 竹内英至                     | カーペットクリーニングを広められるワンストップサロンを作りたい                   | 1,200万円（投資）                     | NOTHING |                                                                                                   |
| 43 | 藪中孝太朗                   | みんなで創る教材データーベースを作りたい                                         | 700万円（投資）                       | STAY    | 林のところの現場教員に見せて判断という条件付きALL⇒継続審議                                        |
| 44 | 井上大輔                     | VRライブ配信とコンテンツ販売とVE撮影スタジオの賃貸業で上場企業を目指す           | 3,000万円（融資or投資）               | NOTHING | 再挑戦。番組初の足りなかった金額を視聴者クラウドファンディング⇒結果ALL                            |
| 45 | 岩井良明                     | 令和の虎チャンネルの登録者数を10万人達成。楽しんでもらえるチャンネルを目指したい | ∞円（融資+投資）                      | ALL     | 司会の岩井良明が初の志願者として登場。10名の虎から3,800万円を獲得                                 |
| 46 | 伊藤優希                     | 禅とフィットネスで体作りと心身の偏りをなくしたい                                 | 470万円（投資）                       | NOTHING |                                                                                                   |
| 47 | シャー・ウジャハット・アリ   | 新大久保にハラールショップを開き外国人や障がい者の差別のない雇用をしたい         | 580万円（融資or投資）                 | NOTHING | 再挑戦                                                                                            |
| 48 | 安原莞太                     | 60歳になっても異性を意識する世の中にしたい                                       | 396万円（融資or投資）                 | ALL     |                                                                                                   |
| 49 | 山内章                       | 絵画の修復に使用する天然の膠を全国に継承していきたい                             | 200万円（投資）                       | ALL     |                                                                                                   |

### 2020年
| 回  | 志願者            | 志願内容                                                                     | 希望額                                | 結果    | 備考                                                |
| --- | ----------------- | ---------------------------------------------------------------------------- | ------------------------------------- | ------- | --------------------------------------------------- |
| 50  | 大橋誠            | 業務委託専門の求人サイトを作り自立した労働者を増やしたい                     | 500万円（融資＋投資）                 | NOTHING |                                                     |
| 51  | 宮原龍磨          | 農業を魅力的な職業だと示し農業のイメージを変えていきたい                     | 540万円（投資）                       | STAY    | 1ヵ月効果あるか継続審議の条件付きALL⇒結果ALL        |
| 52  | 桜木六太郎        | 野菜と果物を好きなだけ食べられるレストランカフェを開店したい                 | 600万円（投資）                       | ALL     |                                                     |
| 53  | 椿栄輝            | 日本の和牛を世界へ！和牛料理のエンターテイメントサービスを作りたい           | 250万円（融資or投資）                 | NOTHING |                                                     |
| 54  | 松原一樹          | 勉強系YouTube全体を盛り上げ経済的に厳しい受験生を救いたい                    | 300万円（融資）                       | ALL     | お試しで『受験生版Tiger Funding』を作ることになった |
| 55  | 池直樹            | 無料のペット医療相談所でより楽しい世界を創りたい                             | 300万円（投資）                       | NOTHING |                                                     |
| 56  | 神保麗子          | チキンオーバーライスを日本の定番ファストフードにしたい                       | 340万円（投資）                       | ALL     |                                                     |
| 57  | 升澤裕介          | 令和の虎の｢虎｣となりチャンネルを盛り上げたい                                 | 2,000万円（投資）                     | ALL     |                                                     |
| 58  | 田井嘉寿久        | YouTubeを使った広告制作番組を作り新しい広告のあり方を定着させたい            | 700万円（投資）                       | NOTHING |                                                     |
| 59  | 宏洋              | 映画「グレーゾーン」を全世界に公開したい                                     | 1,500万円（融資＋投資）               | NOTHING |                                                     |
| 60  | 西河亘            | 超一流トレーナーを揃えたオンラインパーソナルトレーニングを運営したい         | 300万円（投資）                       | ALL     | 再挑戦                                              |
| 61  | 大堀蒼汰          | フルコミッション型の営業を最適化できるASPサービスを作りたい                  | 1,000万円（投資）                     | NOTHING |                                                     |
| 62  | 渡辺淳夫          | ワーキングメモリで世界の子供たちのIQを高めADHDや発達障害の子供たちを救いたい | 500万円（社内ベンチャーor投資）       | ALL     | 放送後、諸事情で辞退                                |
| 63  | 白川幸弘          | 誰もが安心して気軽に利用できるマッチングアプリをリリースしたい               | 600万円（投資）                       | NOTHING |                                                     |
| 64  | 敏志              | 名古屋に全国のオカマが集まるオカマバーを作りたい                             | 900万円（融資＋投資）                 | ALL     |                                                     |
| 65  | 中村あきら        | あげまん理論"で世界中に 幸せで優秀な女性を増やしたい                         | 1,000万円（投資）                     | ALL     |                                                     |
| 66  | 瀬戸敦史          | ハイスペック留学生と日本企業のマッチング事業で日本で働きたい外国人を救いたい | 1,400万円（投資＋融資）               | NOTHING |                                                     |
| 67  | 尾﨑正隆          | チャット型不動産仲介の事業拡大をし、フランチャイズビジネスを展開したい       | 400万円（投資）                       | ALL     |                                                     |
| 68  | 小林正和          | 生チョコを世界に！お菓子作りの楽しさを100年先の子供たちに伝えたい            | 1,500万円（融資＋投資）               | NOTHING |                                                     |
| 69  | 増井実津治        | 世界中の人が情熱をもって作った商品を日本に届けたい                           | 300万円（投資）                       | ALL     |                                                     |
| 70  | 碓氷貴光          | 移動式マジックシアターで全国に不思議を届けたい                               | 799万円（融資＋オプション）           | NOTHING |                                                     |
| 71  | 有坂しょうき      | IT社会のインフラとなるようなプログラミングスクールを設立したい               | 450万円（不明）                       | NOTHING | 現在では、非公開になっているため視聴できない        |
| 72  | 堀尾幸平          | スマートフォン専用の常温保冷剤を全国展開したい                               | 300万円（融資or投資）                 | STAY    | 1週間で100個売れたらという条件付きALL⇒結果ALL       |
| 73  | 山田よう子        | 私の経験を活かして笑顔のある場所を作りたい                                   | 80万円（投資）                        | NOTHING |                                                     |
| 74  | おかもとまり      | 原案を考えたアニメを公開して絵本化したい                                     | 500万円（融資or投資）                 | ALL     |                                                     |
| 75  | 小城貴洋          | 中南米で日本語のオンライン事業を展開、大陸を繋ぐ新しい架け橋を作りたい       | 580万円（融資or投資）                 | NOTHING |                                                     |
| 76  | 林田一            | 誹謗中傷ゼロの「声に特化したアプリ」を開発し世界一平和なSNSを作りたい        | 860万円（投資）                       | NOTHING |                                                     |
| 77  | 安良田有香        | キッチンカーで全国にえびめしを届けたい                                       | 200万円（融資）                       | ALL     |                                                     |
| 78  | 長野豪洋          | ゴルフがしたいときに繋がれる最高のコミュニティを作りたい                     | 1,000万円（投資）                     | NOTHING |                                                     |
| 79  | 忠田浩兵          | リユースパソコン事業で子ども達が学べる環境をつくりたい                       | 300万円（融資or投資）                 | ALL     |                                                     |
| 80  | 櫛田浩輔          | 国際交流ができる相席バーを作りたい                                           | 700万円（投資）                       | NOTHING |                                                     |
| 81  | 佐藤由香利        | バリ島に特化したオプショナルツアー会社を作りたい                             | 390万円（融資or投資）                 | ALL     |                                                     |
| 82  | 鈴木英汰郎        | ナイトワークの還元型アプリで求人シェアを勝ち取り全国展開したい               | 600万円（投資）                       | NOTHING |                                                     |
| 83  | 才木涼介          | 仮眠と個室を掛け合わせた睡眠ビジネスで日本の睡眠習慣を改革する               | 800万円（社内ベンチャー）             | NOTHING |                                                     |
| 84  | 上口龍生          | 我妻を中心としたマジックショーを作り世界進出を狙い常設劇場を作りたい         | 887万円（融資or投資or社内ベンチャー） | ALL     |                                                     |
| 85  | 半谷梢            | 昭和スタイルのスナックを開き、フランチャイズ展開をしたい                     | 400万円（投資）                       | NOTHING |                                                     |
| 86  | 林田一            | SNSを鍛えるトレーニングサロンを作りたい                                      | 200万円（投資）                       | ALL     | 再挑戦                                              |
| 87  | 安藤千夏          | 化粧品サンプルの流通のさせ方を変え 収益拡大を図りたい                        | 0円（社内ベンチャー）                 | ALL     | 令和の虎オンラインサロンから初登場                  |
| 88  | 兒島雄介          | 着物を使ったドッグウェアブランドをオープンしたい                             | 470万円（投資）                       | ALL     |                                                     |
| 89  | 中村克史          | 夕やけ小やけラインにトゥクトゥクを走らせたい                                 | 230万円（投資）                       | ALL     |                                                     |
| 90  | 鈴木道雄          | 聴覚障碍者がより良い生活をしていけるための社会との懸け橋になりたい！         | 250万円                               | ALL     |                                                     |
| 91  | 田中順子 淵史織   | 日本の伝統芸能を若い世代に拡げたい                                           | 200万円（融資or投資）                 | ALL     | 放送後、諸事情で辞退                                |
| 92  | 木村友城          | 吃音が改善するアプリを制作したい                                             | 300万円（投資or社内ベンチャー）       | ALL     |                                                     |
| 93  | 松戸正宏 伊藤大輔 | お笑い芸人専門の相談所を作りたい                                             | 200万円（社長にお任せ）               | ALL     |                                                     |
| 94  | 足立暢            | ラーメン店を全国展開し、親のいない子供たちを救いたい                         | 500or1,000万円（投資）                | NOTHING | 條隼人が【番組史上初】の志願者から虎の席に座った回  |
| 95  | 池本誠知          | アスリートが競技を全うしつつ社会貢献できる場を提供したい                     | 400万円（投資）                       | ALL     |                                                     |
| 96  | 太田孟            | 百姓カルチャーを提案する「よろず屋」を開業し固定種の認知度を高めたい         | 130万円（融資or投資）                 | NOTHING |                                                     |
| 97  | 濱口光一郎        | 人工芝のあらゆる問題を解決し、快適な芝環境を作りたい                         | 800万円（投資）                       | ALL     |                                                     |
| 98  | 中平智哉          | 乗り物好きな人たちに新たな出会いのきっかけを作り乗り物業界を盛り上げたい     | 1,370万円（投資）                     | NOTHING |                                                     |
| 99  | ぷらいと          | ボドゲ塾を始め「思考力」「独創力」の高い子どもを育てたい                     | 500万円（投資or社内ベンチャー）       | NOTHING |                                                     |
| 100 | 若林大樹          | 患者とセラピストを繋ぐサービスを提供したい                                   | 300万円（投資）                       | ALL     |                                                     |
| 101 | 髙杉絋世          | YouTubeで影響力を持ち世界にお金をばら撒きたい                                | 500万円（投資）                       | NOTHING |                                                     |
| 102 | 谷口伸一          | 中高年の為のプラットフォームを作りたい                                       | 500万円（投資）                       | ALL     | 再挑戦                                              |
| 103 | 石塚隆昭          | 生きづらい世の中の人々を救う、グループホームを作りたい                       | 550万円（投資）                       | NOTHING |                                                     |
| 104 | 藤森由身          | 飲食業を夢のある職業にしたい                                                 | 267万円（投資）                       | ALL     | 令和の虎オンラインサロンから登場                    |
| 105 | 園山真希絵        | 食で多くの幸せの縁を結びたい                                                 | 1,000万円（投資）                     | NOTHING |                                                     |
| 106 | 玉森宏二          | カレーうどん専門店を出店したい                                               | 800万円（投資）                       | ALL     |                                                     |
| 107 | 音居圭            | 海外留学生を増やしグローバル人材を輩出する                                   | 2,500万円（融資or投資）               | ALL     |                                                     |
| 108 | 岡田優也          | 新機軸の派遣ポータルサイトを作りたい                                         | 3,000万円（投資）                     | NOTHING |                                                     |
| 109 | 宮田宣也          | 祭りと神社の日本文化を守りたい                                               | 300万円（融資or投資）                 | ALL     |                                                     |

### 2021年
| 回  | 志願者                 | 志願内容                                                                              | 希望額                            | 結果    | 備考                                                                 |
| --- | ---------------------- | ------------------------------------------------------------------------------------- | --------------------------------- | ------- | -------------------------------------------------------------------- |
| 110 | 笹岡大樹               | 実店舗のWeb活動を支援したい                                                           | 500万円（融資or投資）             | NOTHING |                                                                      |
| 111 | 若杉龍志               | 家賃でマイホームが取得できる社会を作りたい                                            | 200万円（融資）                   | ALL     |                                                                      |
| 112 | 才田光輝               | 呑みながら稼げるバーを作りたい                                                        | 350万円（融資＋投資）             | NOTHING |                                                                      |
| 113 | 松本歩                 | 福岡県初のオムレツキッチンカーを出店したい                                            | 300万円（融資＋投資）             | NOTHING |                                                                      |
| 114 | 米久保諒               | 人と繋がれるレンタルマッチングアプリを作りたい                                        | 850万円（投資）                   | NOTHING |                                                                      |
| 115 | 水谷潤平               | お洒落なコンテナハウスを販売したい                                                    | 300万円（融資or投資）             | ALL     |                                                                      |
| 116 | 夏目誠                 | 記憶を定着させる学習アプリを作りたい                                                  | 300万円（投資）                   | NOTHING |                                                                      |
| 117 | 佐々木貴史             | リライブシャツで介護士の負担を減らしたい                                              | 500万円（投資）                   | ALL     |                                                                      |
| 118 | 千葉慎太朗 藤原瑠華    | 被災地の復興支援MVを作りたい                                                          | 300万円（投資）                   | ALL     |                                                                      |
| 119 | 松下直揮               | コンテンツと物販の通販ビジネスを作りたい                                              | 1,000万円（投資）                 | ALL     |                                                                      |
| 120 | 小泉咲吾               | 除菌用の香り付きハンドスプレーを作りたい                                              | 158万円（融資or投資）             | ALL     | 後日商品化                                                           |
| 121 | 髙田雅將               | 営業支援アプリを開発したい                                                            | 1,200万円（投資）                 | STAY    | 実験して判断の条件付きALL⇒結果NOTHING                                |
| 122 | 渡邊正都               | YouTubeを使った食品ECに挑戦したい                                                     | 300万円（融資）                   | ALL     | 虎が初めて志願者の席に座る                                           |
| 123 | 緒方友莉奈             | ボディービルの大会で優勝したい                                                        | 300万円（投資）                   | ALL     |                                                                      |
| 124 | 佐々木耕太郎           | 人材ファーストの世の中を作り出す発信源になりたい                                      | 300万円（投資）                   | NOTHING |                                                                      |
| 125 | 富山まゆみ             | 仲間と独立してリフォーム会社を作りたい                                                | 300万円（融資or投資）             | ALL     |                                                                      |
| 126 | 宮﨑貴博               | リアルHEROが世界を救う                                                                | 288万円（投資）                   | ALL     |                                                                      |
| 127 | 氏神一番               | ｢令和の虎｣の主題歌を作りたい                                                          | 480万円（投資）                   | ALL     |                                                                      |
| 128 | 上田章二               | 日本のものづくりに光を当てたい                                                        | 500万円（投資）                   | NOTHING |                                                                      |
| 129 | 田井嘉寿久（カズ社長） | ダンスビジネスをダンススタジオではなくコンテンツ化し触れる機会を増やしたい            | 850万円（投資）                   | STAY    | 再挑戦。試験判断という条件付きALL⇒結果NOTHING                        |
| 130 | 川端啓                 | PUB「TIP」を作り新しいコミュニティを提供したい                                        | 500万円（投資）                   | NOTHING |                                                                      |
| 131 | 齋光志朗               | 世界最大のメイクアプリを目指したい                                                    | 700万円（投資＆融資）             | NOTHING |                                                                      |
| 132 | 中川史明               | 廃棄される農作物を消費者に届けて食品ロスをなくしたい                                  | 500万円（投資）                   | ALL     |                                                                      |
| 133 | 鶴田有哉               | カンボジアでプロ野球の礎となるチームを作る                                            | 600万円（投資）                   | NOTHING |                                                                      |
| 134 | 橋口望海               | アロエベラ農園で鹿児島の過疎地域を救いたい                                            | 300万円（投資）                   | NOTHING |                                                                      |
| 135 | 田中裕之               | 「令和の虎」の聖地「令和の牛」を開業したい                                            | 518万円（融資）                   | ALL     | 令和の虎オンラインサロンから登場                                     |
| 136 | 懐永諭矢               | もう1回夢を叶えたい！                                                                 | 段階式1,000万円（投資）           | ALL     | 『マネーの虎』で夢をかなえた男が登場                                 |
| 137 | 古村奈々               | キッチンカーでお弁当を販売したい                                                      | 188万円（投資）                   | ALL     |                                                                      |
| 138 | 宗寿人                 | 老若男女に親しまれる地方議員になりたい                                                | 150万円（投資）                   | NOTHING |                                                                      |
| 139 | 那須 杉野              | CICAクレンジングバームでCICAブランドを展開したい                                      | 800万円（融資or投資）             | ALL     | 1年以内に在庫を売り切ったらという条件ALL⇒結果ALL                     |
| 140 | 矢澤武蔵               | 美容サブスクで世の女性を理想の姿に近づけたい                                          | 500万円（投資）                   | ALL     |                                                                      |
| 141 | 泉谷ステファニー       | ヴィーガン対応の実店舗を開店したい                                                    | 700万円（投資）                   | NOTHING |                                                                      |
| 142 | 山本拓                 | 着物ジャケットを販売したい                                                            | 200万円（投資）                   | ALL     |                                                                      |
| 143 | 碓氷貴光               | キューブアートを定番イベントに育てたい                                                | 400万円（融資）                   | ALL     | 再挑戦。1ヵ月で200万円販売したらという条件ALL⇒結果NOTHING            |
| 144 | 中川公滋               | カフェを全国展開し子育て世代の親を救いたい                                            | 1,010万円（投資）                 | NOTHING |                                                                      |
| 145 | 村田源柱               | SNSを活用し日本一有名なチーズケーキに育てたい                                         | 300万円（投資）                   | ALL     |                                                                      |
| 146 | 牛島淳嗣               | 合コンマッチングアプリを作りたい！                                                    | 850万円（融資or投資）             | NOTHING |                                                                      |
| 147 | 田口永依子             | 歴史ある伝統銘菓「やせうま」を守り抜きたい                                            | 500万円（投資）                   | ALL     |                                                                      |
| 148 | 石川加奈子             | スマートお守りで女性の安全と安心を守りたい                                            | 2,000万円（投資）                 | ALL     |                                                                      |
| 149 | 近藤寿彦               | 電話占い業界に革命を起こしたい                                                        | 1,500万円（投資）                 | NOTHING |                                                                      |
| 150 | 鍔本宏幸               | 「ロティサリーチキン」を全国に広め生涯挑戦者に力を与えたい                            | 650万円（投資）                   | NOTHING |                                                                      |
| 151 | 松本卓朗 加藤一徳      | 人工知能の陽子さんと量子コンピューターで作曲します                                    | 1億160万円（投資）                | NOTHING |                                                                      |
| 152 | 森美咲                 | 性別発表にサプライズを！妊娠出産時にプレゼントを用意                                  | 350万円（投資or社内ベンチャー）   | NOTHING |                                                                      |
| 153 | 辰巳大地               | 日本のIRで活躍する日本人リーダーを輩出したい                                          | 250万円（融資）                   | ALL     |                                                                      |
| 154 | 手塚尚                 | 自転車のフードデリバリー業務の事故による致死率を減らしたい                            | 570万円（投資）                   | NOTHING |                                                                      |
| 155 | 長堂真大               | 朝キャバクラを立て直してライブ配信事業を拡大させたい                                  | 400万円（融資or投資）             | NOTHING |                                                                      |
| 156 | 菊田英淑               | 自分に自信が持てる体になる「ウーマンズピラティス」を伝えたい                          | 200万円（投資）                   | NOTHING |                                                                      |
| 157 | 本原侑治               | 有人チャット専門事業でインフラ的存在になりたい                                        | 500万円（投資）                   | NOTHING |                                                                      |
| 158 | パクソンエ             | 韓国からし丼をフランチャイズ展開し全国に美味しさを届けたい                            | 500万円（投資）                   | NOTHING | 林から1年以内にフランチャイズしたい人が現れて黒字化したら手伝うと    |
| 159 | 高林准多               | ベストアルバムを制作して全国47都道府県ツアーを回りたい                                | 400万円（投資）                   | NOTHING |                                                                      |
| 160 | 船田睦                 | つなぐアプリで施術院を助けたい                                                        | 505万円（投資+融資）              | NOTHING |                                                                      |
| 161 | 神藤裕樹               | 自身の英語教育を世の中に広めたい                                                      | 100万円（投資）                   | ALL     |                                                                      |
| 162 | 杉原僚太               | 冷凍弁当の価値を伝えて飲食店を助けたい                                                | 300万円（投資）                   | NOTHING |                                                                      |
| 163 | 大久保信克             | ジブリッシュで世界中に癒しと元気を届けたい                                            | 400万円（投資）                   | ALL     |                                                                      |
| 164 | 唐沢海斗               | 植物性由来のレザーブランドを展開したい                                                | 500万円（投資）                   | NOTHING | 足立暢が【番組史上2人目】の志願者から虎の席に座った回                |
| 165 | 山本祐司               | たった1年でハゲを卒業できる世の中にする                                               | 200万円（投資）                   | ALL     |                                                                      |
| 166 | ヨンシン               | 世界一広いキャンピングトレーラーを製品化したい                                        | 438万円（投資）                   | ALL     |                                                                      |
| 167 | 髙橋昭伍               | 「とろけるマンゴーホルモン」を宮崎県の新しい名産品にしたい                            | 200万円（投資）                   | ALL     |                                                                      |
| 168 | ⻑坂優太               | サスティナブルファッションを無人店舗で販売したい                                      | 3,000万円（融資or投資）           | NOTHING |                                                                      |
| 169 | 朱振彦                 | 30代日本人女性の美の秘訣を発信する為に中国SNSのプラットフォームを立ち上げたい         | 400万円（投資）                   | ALL     |                                                                      |
| 170 | 轟トド                 | 日本にもう一度バブルを！100年儲かるアイドルグループを作りたい                         | 1,000万円（投資）                 | STAY    | 手を挙げた3人の虎が納得できたら満額支払という条件付きALL⇒結果NOTHING |
| 171 | 水野琢朗               | ネクタイの仕入れ先不足で困っているテーラーにネクタイを卸して付属品業界No. 1を狙いたい | 340万円（投資）                   | ALL     |                                                                      |
| 172 | 山田勇輝 上原慶大      | 個人が気軽にコンペティションができるスキルシェアサービスを運営したい                  | 500万円（投資）                   | NOTHING |                                                                      |
| 173 | 岡本太                 | 1杯499円！「オカモト☆タンメン。」を全国にFC展開したい                                 | 300万円（投資）                   | ALL     |                                                                      |
| 174 | 濵野裕希               | 教育にデータを＋し子どもの可能性を生かしたい                                          | 2,000万円（融資or投資）           | NOTHING |                                                                      |
| 175 | 川端基幹               | 撥水アパレルを世界に広めたい                                                          | 200万円（投資）                   | ALL     |                                                                      |
| 176 | 林龍男                 | だるまを世界に発信する大衆居酒屋を作りたい                                            | 400万円（投資）                   | NOTHING |                                                                      |
| 177 | 東川みゆき             | 全ての人の顔を簡単なセルフケアでキュッと引き締めたい                                  | 300万円（融資or投資）             | STAY    | 「試験的販売の結果をみて」という条件付きALL                          |
| 178 | 川崎誠一               | 「社会の課題」に対して「遊び」で解決アプローチをする会社を作りたい                    | 660万円（融資or投資）             | NOTHING |                                                                      |
| 179 | 宮川昌也               | オンライン診療で簡単に処方薬が届く社会を作りたい                                      | 1,000万円（株式投資）             | NOTHING |                                                                      |
| 180 | 大岩駿太               | 全てがジョッキで出るジョッキ居酒屋を開きたい                                          | 500万円（投資）                   | NOTHING |                                                                      |
| 181 | 伊藤英子               | マスクとヘアバンドで不快指数ゼロにしたい                                              | 100万円（投資）                   | STAY    | 「試験的販売の結果をみて」という条件付きALL⇒結果NOTHING              |
| 182 | 林尚弘                 | アミューズメントカジノバー×カジノディーラースクールを世界展開したい                   | 1,000万円（投資）                 | ALL     | 渡邊正都に続き番組史上2度目の虎が志願者の席に座る                    |
| 183 | 鈴野良成               | リーズナブルな高級フカヒレ麺で行列ができる店舗にしたい                                | 600万円（投資）                   | NOTHING |                                                                      |
| 184 | 中野雄介               | 「結婚しない」"も" 当たり前の世の中にしたい                                           | 300万円（投資）                   | NOTHING |                                                                      |
| 185 | 岩井良明               | 岩井が再び志願者の席へ？！熱き思いを胸に虎へと挑む                                    | 公演チケット販売                  | -       | 司会の岩井良明が2度目の志願者として登場                              |
| 186 | 山中恒祐               | 「武田塾English」で誰もが挫折せずに英語をペラペラ話せるようにしたい                   | 300万円（投資）                   | STAY    | FC面談合格の条件付きでALL⇒結果NOTHING                                |
| 187 | 江頭裕美               | ソシオエステティックという職業を確立させたい                                          | 300万円（融資）                   | ALL     |                                                                      |
| 188 | 大和欣蒔               | キッチンカーで北海道を代表する社長になる                                              | 400万円（投資）                   | NOTHING |                                                                      |
| 189 | 臼井正己               | 『無印本命 夢をかなえるもう』を出版したい                                             | 100万円（融資or投資）             | STAY    | 虎の子ECサイトで800冊予約きたら条件付きALL ⇒1,061冊売れて結果ALL     |
| 190 | 琴乃                   | カフェ&バー店舗を開業しファンが交流できるサービスを提供したい                         | 600万円（融資or投資）             | ALL     |                                                                      |
| 191 | 鈴木奈歩               | 小学生向け通学用品ブランドを作りたい                                                  | 200万円（投資）                   | ALL     |                                                                      |
| 192 | 小泉礼三               | フィリピンの人材を日本に送り出す体制を整え、日本の人手不足の現場を助けたい            | 80万円（社内ベンチャー）          | NOTHING |                                                                      |
| 193 | 今井洋之               | 全ての家庭にぬか床を置いてもらい、健康な生活を送ってほしい                            | 400万円（投資）                   | ALL     |                                                                      |
| 194 | 内田龍                 | ワーケーションに最適な貸別荘「マホラ山荘」をオープンしたい                            | 300万円（投資）                   | NOTHING |                                                                      |
| 195 | 岡本大 清長りか        | 介護難民ゼロ！誰もが介護サービスを受けられる社会を作りたい                            | 200万円（融資or投資）             | ALL     |                                                                      |
| 196 | 澤田翔司               | 驚きの激安価格でエステサロンのサービスを提供したい                                    | 300万円（融資）                   | NOTHING |                                                                      |
| 197 | 佐藤将道               | 味付けジンギスカンを全国に広め、北海道の未来に繋げたい                                | 500万円（投資）                   | ALL     |                                                                      |
| 198 | 伊藤敬宏               | 完全貸し切り美容室『papasarge』を日本中に展開したい                                   | 500万円（投資）                   | NOTHING |                                                                      |
| 199 | 村里元気               | オーダーメイドインソール入りルームシューズをフランチャイズ展開したい                  | 300万円（投資）                   | STAY    | 1万枚チラシを配布して100件の成果が出たらという条件付きALL            |
| 200 | 白綾一也               | ダイエットスイーツを食べられるパーソナルジムを作りたい                                | 300万円（投資）                   | NOTHING |                                                                      |
| 201 | 薮野敬二               | 「いくつに見える？」という不毛な質問を世の中から無くしたい                            | 2,500万円（投資or社内ベンチャー） | STAY    | 再度マーケティングして現実的なプランと判断したら条件付きALL          |
| 202 | 成田健人               | 平成以降の年代に特化した弾き語りバーを作りたい                                        | 300万円（投資）                   | NOTHING |                                                                      |
| 203 | 町口匡貴               | 淡路島バーガー専門店を全国に広めたい                                                  | 300万円（投資）                   | ALL     |                                                                      |
| 204 | 木村亮太 木村圭吾      | 肉体労働ゼロ農業を広げたい                                                            | 150万円（融資or投資）             | ALL     |                                                                      |
| 205 | 鈴木宏明               | キャビアから始まる「無くさない社会」を実現したい                                      | 500万円（融資or投資）             | ALL     |                                                                      |
| 206 | 目取眞興明             | 生産者・食品メーカー・飲食店の資源を活用したレトルトカレーを作りたい                  | 150万円（投資）                   | NOTHING |                                                                      |
| 207 | 兼子ただし             | 業界最強ストレッチ専門店をFCチェーン展開したい                                        | 1000万円（投資）                  | ALL     |                                                                      |
| 208 | 星乃まり亜             | 周波数分析装置「タイムウェーバー」でハッピーな社会を創りたい                          | 442万円（融資or投資）             | STAY    | 一定の期間で効果があればという条件付きALL⇒結果辞退                   |
| 209 | 檜垣慶哉               | 既存のビジネスを成長させる｢V字回復の虎｣を制作したい                                   | 100万円（投資）                   | ALL     |                                                                      |
| 210 | 西川遼太郎             | ベトナムで食品卸売業に挑戦したい                                                      | 200万円（投資）                   | NOTHING | リベンジ版にも出演 その後リベンジ版の虎としても出演                  |
| 211 | 武山勉                 | 犬猫の保護ハウスを作りたい                                                            | 110万円（投資）                   | ALL     |                                                                      |
| 212 | 野呂浩良               | アフリカと日本をつなげるリアルタイム翻訳ツールを開発したい                            | 200万円（融資or投資）             | ALL     |                                                                      |

### 2022年
| 回  | 志願者            | 志願内容                                                                                 | 希望額                                 | 結果    | 備考                                                                                 |
| --- | ----------------- | ---------------------------------------------------------------------------------------- | -------------------------------------- | ------- | ------------------------------------------------------------------------------------ |
| 213 | 安藤康広          | withコロナにおけるB to Cのビジネスモデルを作りたい                                       | 200万円（投資）                        | NOTHING |                                                                                      |
| 214 | 石橋史也          | お家でマジ英会話を広めたい                                                               | 300万円（融資）                        | ALL     | 林の改案を受け入れるならOKという条件ALL                                              |
| 215 | 渡邊詢            | 占い師とお客様のマッチングサイトを作りたい                                               | 150万円（投資）                        | ALL     |                                                                                      |
| 216 | 工藤和彦          | 風俗で働く女性の待遇を改善したい                                                         | 1,100万円（投資）                      | NOTHING |                                                                                      |
| 217 | 中島惇生          | 日本一ととのうサウナを作りたい                                                           | 500万円（投資）                        | STAY    | クラウドファンディングで200万円集まったらという条件付きALL                           |
| 218 | 佐々木達雄        | 日本でのアートの普及に貢献したい                                                         | 50万円（投資）                         | NOTHING |                                                                                      |
| 219 | 向井桃子          | 月経ディスク「CLARA」で女性を生理のストレスから解放したい                                | 2,000万円（投資）                      | ALL     |                                                                                      |
| 220 | 増田英仁郎        | キルギス共和国に専門学校を作りたい                                                       | 1,500万円（投資）                      | ALL     |                                                                                      |
| 221 | 山本宗宜          | 芸能事務所「イエローキャブ」をFC展開したい                                               | 44万円（投資）                         | ALL     |                                                                                      |
| 222 | 高田将広          | 日本一の麻雀YouTuberになりたい                                                           | 260万円（投資）                        | NOTHING |                                                                                      |
| 223 | 殿木達郎          | 野菜にロックを聴かせた「ロッキンベジタブル©︎」で食品ブランドを立ち上げたい                | 300万円（投資）                        | STAY    | 納得できるアーティストを捕まえてこれればという条件付きALL                            |
| 224 | いこいP           | 論破王の壁を超えろ！ひろゆきがTiger Fundingに参戦                                        | 1400万円（投資or融資or社内ベンチャー） | NOTHING |                                                                                      |
| 225 | 石田真也          | 技術、信頼のあるママさん美容師に自由に働いてもらいたい                                   | 500万円（融資or投資）                  | NOTHING |                                                                                      |
| 226 | 小谷紗恵子        | 表具師・日本画家として個展を開催し夢に繋げたい                                           | 100万円（融資）                        | ALL     | 1回目配信後、一部出演者の不祥事により配信見送り。26日後に2回目・3回目が配信された。  |
| 227 | 武藤寿            | 運転代行事業を拡大し長野県No.1になりたい                                                 | 200万円（融資or投資）                  | ALL     | 一部出演者の不祥事により配信休止後、半ヶ月振りの配信となった                         |
| 228 | 伊藤駿汰          | 男性専用のパーソナルジムを作りたい                                                       | 300万円（融資or投資）                  | ALL     |                                                                                      |
| 229 | 内田圭祐          | 海鮮丼「侍」を全国展開したい                                                             | 850万円（融資or投資）                  | NOTHING |                                                                                      |
| 230 | 佐藤信也          | 処分されるはずだった物を欲しい人へ届けたい                                               | 360万円（融資）                        | STAY    | 月20回軽トラで稼働できればいう条件付きでALL                                          |
| 231 | HIRO「C」         | ボードゲームシェアリングサービスを作成し日本のボードゲーム業界に新たなる仕組みを作りたい | 700万円（投資or社内ベンチャー）        | STAY    | トモハッピーからプレゼン3回までを限定で判断の条件付きでALL                           |
| 232 | 近藤裕太郎        | レーザーカット技術でレザーブランドを成長させたい                                         | 500万円（融資or投資）                  | NOTHING |                                                                                      |
| 233 | 桑名祐輔          | 電話営業のフリーランス集団を作りたい                                                     | 1500万円（融資or投資or社内ベンチャー） | NOTHING |                                                                                      |
| 234 | 京極琉            | 美容師向けのリクルートマッチングサービス「Job VR」を作りたい                             | 2200万円（融資or投資）                 | ALL     | この回から5人の虎（投資する側）に加えてMC岩井良明が6人目の虎として参加することを表明 |
| 235 | 田坂学            | 論破王の壁を超えろ！ひろゆきがTiger Fundingに参戦                                        | 1000万円（投資）                       | NOTHING |                                                                                      |
| 236 | 小菅克己          | 建築設計の業務支援システムを作り労働環境を変えたい                                       | 1200万円（投資）                       | STAY    | スモールスタートしてニーズが見つかればの条件付きでALL                                |
| 237 | 真部大輝          | オンラインフリースクールで不登校という概念を変えたい                                     | 250万円（融資）                        | STAY    | 岩井が認める事業プランなったらという条件付きでALL⇒北川が責任を負う条件でOK           |
| 238 | 藤﨑匠生          | 女子野球の絵本を出版したい                                                               | 165万円（投資）                        | ALL     |                                                                                      |
| 239 | 柳田誠            | 漫画家になりたい人が気軽に投稿できるアプリを開発したい                                   | 1450万円（投資）                       | NOTHING |                                                                                      |
| 240 | 樋渡享美          | 医療・介護の世界にも穴あきレギンスを広めたい                                             | 1050万円（投資）                       | STAY    | 虎の子ECサイトの反応を見てという条件付きでALL⇒結果ALL                                |
| 241 | 岡﨑大蔵          | プロポーズをしたい男性に全てを代行してくれるプロデュース会社の認知を広げたい             | 550万円（融資or投資）                  | ALL     |                                                                                      |
| 242 | 中村篤史          | 無痛の整体プログラムで店舗展開を目指したい                                               | 300万円（投資）                        | STAY    | 新商品の開発アイデアを1ヶ月で出してもらえればという条件付きでALL⇒結果ALL             |
| 243 | 小西利昌          | 氷が要らないかき氷機で店舗展開を目指したい                                               | 500万円（融資or投資）                  | STAY    | 現地に行って食べてみてからの条件付きALL⇒結果ALL。                                    |
| 244 | 岩城拓海          | セーリング競技Formula Kiteで五輪出場したい                                               | 1000万円（投資）                       | NOTHING |                                                                                      |
| 245 | 藤井マシュー      | メンズエステユーザーとセラピストのマッチングプラットフォームを作りたい                   | 1600万円（融資or投資）                 | NOTHING |                                                                                      |
| 246 | 南広一朗          | 医療・福祉の人材遣事業を全国展開したい                                                   | 1000万円（投資）                       | NOTHING |                                                                                      |
| 247 | 村井海斗 辻村健太 | オリジナルの歴史カードゲームで世界大会を開催したい                                       | 370万円（社内ベンチャー）              | NOTHING |                                                                                      |
| 248 | 竹原大樹          | 座席数を無限に増やせるピクニックカフェを多店舗展開したい                                 | 1600万円（融資or投資）                 | NOTHING |                                                                                      |
| 249 | 楳溪浩二          | 最新の技術で建設業界の未来を変えたい                                                     | 750万円（投資）                        | NOTHING |                                                                                      |
| 250 | 橋爪飛馬          | 日本全国の銘菓を気軽に楽しめる世界を構築したい                                           | 500万円（融資or投資）                  | NOTHING |                                                                                      |
| 251 | 堤隼真            | NFTマーケットで絵を出品代行する事業をしたい                                              | 200万円（投資）                        | ALL     |                                                                                      |
| 252 | 秋山大地          | クリエイティブ産業の地域格差をなくしたい                                                 | 600万円（融資or投資）                  | NOTHING |                                                                                      |
| 253 | 戸村康文          | 訪問介護入浴で利用者に喜んでもらいたい                                                   | 300万円（投資）                        | NOTHING |                                                                                      |
| 254 | 林晋平            | 無店舗型ネット工務店をさらに進化させWEBで契約まで完結するリフォーム店を開発したい        | 450万円（投資）                        | NOTHING |                                                                                      |
| 255 | 原康子            | ギフテッド＆タレンテッド教育を全国展開したい                                             | 500万円（投資or社内ベンチャー）        | NOTHING |                                                                                      |
| 256 | 松田拓也          | オンライン美容相談プラットフォームを作りたい                                             | 1500万円（投資）                       | NOTHING |                                                                                      |
| 257 | 目代将士          | ミュージシャンが音楽で正当に稼げる世界にしたい                                           | 400万円（投資）                        | ALL     |                                                                                      |
| 258 | 江南久美          | メニューや価格を自由に設定できるリラクゼーションサロンの運営をしたい                     | 640万円（投資or社内ベンチャー）        | NOTHING |                                                                                      |
| 259 | 廣田良輔          | 地域を活性化させる新しい形の学習塾を作りたい                                             | 400万円（投資or融資）                  | ALL     |                                                                                      |
| 260 | 糸川拓磨          | レシートを電子化するアプリを作りたい                                                     | 600万円（投資）                        | ALL     |                                                                                      |
| 261 | 益満千尋          | 男性の薄毛専門美容室で一人でも多くの薄毛の人を救いたい                                   | 200万円（融資）                        | NOTHING |                                                                                      |
| 262 | 山本和隆          | ブランド炭酸水をコンカフェ業界に広めたい                                                 | 100万円（投資）                        | STAY    | 3ヶ月様子を見ての条件つきALL⇒未達                                                    |
| 263 | 阿久津風樹        | 宮城県特化の新卒スカウトサービスを作りたい                                               | 300万円（投資）                        | NOTHING |                                                                                      |
| 264 | 正木吟太          | 高級ホテルのライバルとなるフォトスタジオで家族の絆を紡ぎたい                             | 500万円（投資）                        | NOTHING |                                                                                      |
| 265 | SHUN SHIBUYA      | ソフトビニール人形「APOLLO」を世界中に発信したい                                         | 100万円（投資）                        | ALL     |                                                                                      |
| 266 | 平出心            | マジックミラーカーのレンタカー事業で男の夢を実現させたい                                 | 500万円（投資）                        | ALL     |                                                                                      |
| 267 | ⻄村百恵          | 嘘のない美容サイト＆アプリを作りたい                                                     | 2500万円（投資or融資）                 | NOTHING |                                                                                      |
| 268 | 田中巧            | 三笠ラーメンで北海道三笠市の地域活性化の一翼を担いたい                                   | 200万円（融資）                        | STAY    | 放送後2週間で売上が40万円の条件つきALL→ALL その後事業再生版に出演                    |
| 269 | 安心院宏典        | 完全天日塩を生産して塩の魅力を世界に伝えたい                                             | 400万円（投資or融資）                  | ALL     |                                                                                      |
| 270 | 田上末雄          | 手作り作家アーティストの作品を展示・販売できる全天候型フリマSHOPを作りたい               | 330万円（融資）                        | ALL     |                                                                                      |
| 271 | 土井久生馬        | 労災二次健康診断の全国展開でハイレベルな健康管理を実現したい                             | 500万円（投資）                        | NOTHING |                                                                                      |
| 272 | 藤森由身          | シノワフジモリの極旨麻婆豆腐を全国へ広めたい                                             | 300万円（融資）                        | ALL     |                                                                                      |
| 273 | 植田淳平          | ｢令和の虎｣クラウドファンディングサイトを構築したい                                       | 1000万円（投資）                       | NOTHING |                                                                                      |
| 274 | オルカ宇藤        | 軽トラプロレスで全国をまわりたい                                                         | 100万円（融資）                        | ALL     |                                                                                      |
| 275 | 渡邉拓耶          | ピザとチーズケーキで熊本を盛り上げたい                                                   | 300万円（投資）                        | NOTHING |                                                                                      |
| 276 | 稲葉信            | Instagramツール「iステップ」を事業拡大したい                                             | 600万円（投資or融資）                  | ALL     |                                                                                      |
| 277 | 舩渡川賢一        | 「米沢牛の油そば」で田舎と都市を繋ぐプラットフォームを作りたい                           | 380万円（投資）                        | ALL     |                                                                                      |
| 278 | 大内真輔          | リライブシャツの自動車ver.で燃料高騰問題の解決に貢献したい                               | 250万円（投資）                        | ALL     |                                                                                      |
| 279 | れん              | 常識で勝負しない営業会社を作りたい                                                       | 800万円（投資）                        | ALL     |                                                                                      |
| 280 | 杉田佳之          | 全身反射防災避難着＆全面反射商品を世界に広めたい                                         | 500万円（投資）                        | NOTHING |                                                                                      |
| 281 | 小倉直子          | 多国籍キッズや帰国子女専用のオンラインアフタースクールを作りたい                         | 150万円（融資or社内ベンチャー）        | ALL     |                                                                                      |
| 282 | 冨岡龍也          | アナログ文化の強い建設業界にWEBで革命を起こしたい                                        | 1700万円（投資）                       | NOTHING |                                                                                      |
| 283 | RUIZ ISA RAY      | 全員が稼げる足場チームを作りたい                                                         | 550万円（融資）                        | ALL     |                                                                                      |
| 284 | 堀 祐士           | 魔法とタイ古式マッサージで不老長寿のお店を作りたい                                       | 500万円（投資or融資）                  | STAY    | 虎の岩井良明の体を3ヶ月で満足させたらの条件つきALL⇒結果NOTHING                       |
| 285 | 西聖輝            | 不安のない笑顔あふれる社会を作りたい                                                     | 700万円（融資or投資）                  | NOTHING |                                                                                      |
| 286 | 伊丹唯            | 自ら開発したコーン茶で真実の美と健康を伝えたい                                           | 2000万円（投資or融資）                 | STAY    | 1週間限定で虎の子ECサイトの反応を見ての条件つきALL                                   |
| 287 | 藤井雅弥          | 満足度の高い住宅購入サイトを作りたい                                                     | 200万円（融資）                        | NOTHING |                                                                                      |
| 288 | ゴン鈴木          | ヘディスで世界一になり、世界に普及したい                                                 | 180万円（投資）                        | ALL     |                                                                                      |
| 289 | 伏見純哉          | 中山間地域の農業の価値を高めたい                                                         | 300万円（融資）                        | ALL     |                                                                                      |
| 290 | さんちふ          | 「キョン」を食べ尽くしたい                                                               | 200万円（投資or融資）                  | NOTHING |                                                                                      |
| 291 | 鹿山瞬            | ヘアセットのサブスク「MORERU」を日本に広めたい                                           | 400万円（投資or融資）                  | ALL     |                                                                                      |
| 292 | 藤川陽平          | 全員が主役の音楽フェスを開催したい                                                       | 600万円（投資）                        | NOTHING |                                                                                      |
| 293 | 井口智明          | 木曽駒高原に公園を作りたい                                                               | 1000万円（融資）                       | STAY    | 平日の集客方法の再提案を見てからの条件つきALL⇒結果ALL                                |
| 294 | 大木康平          | お金のない若者でも利用できる音楽スタジオを作りたい                                       | 300万円（融資）                        | ALL     |                                                                                      |
| 295 | 菊地元三          | オープンな介護施設を作り福祉の質を底上げしたい                                           | 1400万円（投資or融資）                 | NOTHING |                                                                                      |
| 296 | 草間英雄          | NFTアートを広めWEB3.0時代を牽引したい                                                    | 200万円（投資or融資）                  | NOTHING |                                                                                      |
| 297 | 菊池洋明          | 知る人ぞ知る！関東の聖地・霊場の定番本」を出版したい                                     | 150万円（融資）                        | ALL     | 放送後、諸事情でNOTHING                                                              |
| 298 | 清水祐司          | 信州安曇野ピッツァを全国販売したい                                                       | 200万円（融資）                        | STAY    | 虎のコンサルの条件つきALL                                                            |
| 299 | 岩井良明          | 岩井が志願者の椅子に座る...その真意とは？！                                              | 1000万円（融資）                       | ALL     |                                                                                      |
| 300 | 住吉和栄          | 独自の施術法で行うリンパマッサージを広めたい                                             | 250万円（融資）                        | NOTHING |                                                                                      |
| 301 | 藤田岳            | 社会起業家を輩出して日本を活気づけたい                                                   | 200万円（融資）                        | ALL     |                                                                                      |
| 302 | DJ社長            | DJ社長が志願者に！一流社長たちから1500万円獲得できるか？                                 | 1500万円（投資）                       | ALL     |                                                                                      |
| 303 | 本間康寛          | 愛知県一の売り上げを誇るコンカフェを作りたい                                             | 500万円（融資）                        | NOTHING |                                                                                      |
| 304 | ぷらいと          | 日本初！ボードゲーム複合大会を広めボードゲーム事業を盛り上げたい                         | 100万円（融資）                        | ALL     |                                                                                      |
| 305 | 陣内巧            | カレーサンド屋を実店舗化し地域に賑わいをもたらしたい                                     | 150万円（融資）                        | ALL     |                                                                                      |
| 306 | 堀内雅哉          | アンチエイジングに特化した次世代スポーツネックレスで世界を健康にしたい                   | 500万円（融資）                        | NOTHING |                                                                                      |
| 307 | 佐藤優志          | 『ロボスタント』で 日本の労働生産性を向上させたい                                        | 300万円（融資or投資）                  | ALL     |                                                                                      |
| 308 | 伊セ﨑友大        | シミュレーションゴルフを広め地域を盛り上げたい                                           | 1500万円（融資）                       | STAY    | 虎のコンサルの条件つきALL                                                            |
| 309 | 南里亮磨          | 完全個室のプライベートサウナを佐賀県と地方都市に展開したい                               | 900万円（投資）                        | NOTHING |                                                                                      |
| 310 | 吉本晋也 橋本雄志 | ボードゲーム研修で企業に大型アップデートを起こしたい                                     | 200万円（融資）                        | ALL     |                                                                                      |
| 311 | 花蜜幸伸 田中亜弓 | 出前館創業者が挑戦！犬猫の保護活動を通じて日本再生にチャレンジしたい                     | 3000万円（融資）                       | STAY    | 視聴者から2000口（1口1万円）集まったら条件つきALL⇒結果ALL                            |
| 312 | 金澤孝樹          | キッチンカーでキムチサンドの美味しさを広めたい                                           | 500万円（融資）                        | NOTHING |                                                                                      |
| 313 | 仲次達也          | 健全な出会いを約束する独身証明書の取得代行サービスを始めたい                             | 200万円（融資）                        | ALL     |                                                                                      |
| 314 | 中川智            | 足が疲れにくい！5本指インソールを世界に届けたい                                          | 500万円（投資）                        | ALL     |                                                                                      |
| 315 | 来條翼            | 舞台『All or Nothing』を上演し大阪の名物舞台にしたい                                     | 500万円（融資）                        | ALL     |                                                                                      |
| 316 | 永田忠幸          | 子どもたちの心と身体に寄り添う寺子屋を作りたい                                           | 300万円（融資）                        | STAY    | 視聴者からの投資があれば条件つきALL⇒結果ALL                                          |
| 317 | 山田秀郎          | 建設業に特化した無料の求人サイトを作りたい                                               | 350万円（融資or投資）                  | STAY    | 放送後、3ヶ月後、志願者のYouTubeが5,000人増えればという条件つきALL                   |
| 318 | 宮迫博之          | キッチンカーで牛宮城の味を全国に届けたい                                                 | 1000万円（投資）                       | ALL     |                                                                                      |
| 319 | 安場翼            | 充電器のシェアリングサービスでスマートな世界を創りたい                                   | 320万円（融資）                        | NOTHING |                                                                                      |
| 320 | 藤岡克義          | オンライン指導「ゼロスタ」を全国に届けたい                                               | 350万円（融資）                        | NOTHING |                                                                                      |
| 321 | 飯田祐基          | 格闘技のリングを作り因縁を解決したい                                                     | 4000万円（投資）                       | ALL     |                                                                                      |
| 322 | 山崎薫            | 花を抱え、笑顔で闊歩する女性を街中に溢れさせたい                                         | 150万円（投資）                        | NOTHING |                                                                                      |
| 323 | 中濱歩弓          | Z世代の女性に届けたい！洋服のシェアサービス                                              | 350万円（融資）                        | ALL     |                                                                                      |
| 324 | 佐藤夕羽也        | フルオーダーメイドのビニールハウスを全国に広めたい                                       | 200万円（融資）                        | NOTHING |                                                                                      |
| 325 | 佐瀬興洋          | 猫伝染性腹膜炎の治療法を広めたい                                                         | 230万円（融資）                        | ALL     |                                                                                      |
| 326 | 遠藤貴光          | 伊豆八十八ヶ所霊場の御朱印帳を作りたい                                                   | 400万円（投資）                        | ALL     |                                                                                      |
| 327 | 渕一仁            | eスポーツ塾を通して日本のeスポーツ業界を盛り上げたい                                     | 800万円（投資）                        | NOTHING |                                                                                      |
| 328 | 木村裕一          | 自衛官のセカンドキャリアを創りつつ災害時等に地域貢献したい                               | 500万円（融資）                        | ALL     |                                                                                      |
| 329 | 吉田晃            | CO2をエネルギーにした環境再生型農業を実現したい                                          | 100万円（融資）                        | NOTHING |                                                                                      |
| 330 | 長川裕真          | カイロプラクティックの共同施術院を増やしたい                                             | 350万円（投資or融資）                  | ALL     |                                                                                      |
| 331 | 岩井良明          | 「マジックミラーカー令和の虎ver.」の広告枠を販売したい                                   | 264万円（投資）                        | ALL     |                                                                                      |
| 332 | 末廣敦子          | 済州島テールスープの味を通販で全国に広めたい                                             | 700万円（融資）                        | STAY    | 3ヶ月以内で目標金額を達したらの条件つきALL                                           |
| 333 | 藤原一秀          | 3Dホログラムでエンターテインメントの価値を上げたい                                       | 2000万円（投資）                       | NOTHING |                                                                                      |
| 334 | 櫻木大介          | 会いたい人と会わせたい人を繋ぎ合わせ双方に価値を見出したい                               | 100万円（融資）                        | ALL     |                                                                                      |
| 335 | 北村仁            | 耳の聞こえない学生がアルバイトに困らない環境を作りたい                                   | 200万円（投資）                        | ALL     |                                                                                      |
| 336 | 李じゅんな        | 韓国伝統の美容法！コルギの施術者を増やすアカデミーを作りたい                             | 200万円（融資）                        | STAY    | アカデミーを体験して判断の条件つきALL                                                |
| 337 | 高田将広          | サンマ版Mリーグの地位を確立したい                                                        | 400万円（融資）                        | ALL     |                                                                                      |
| 338 | クロコ            | ブラックな人材から会社と社員を守ることが当たり前の世の中にしたい                         | 300万円（融資）                        | ALL     |                                                                                      |
| 339 | 中⻄郁成          | 女性専用・高級24時間ジムを全国展開したい                                                 | 300万円（投資or融資）                  | ALL     |                                                                                      |
| 340 | 浅倉凱斗          | マッチングサイト【トゥモローライフ】でアスリートを支えたい                               | 580万円（融資）                        | NOTHING |                                                                                      |
| 341 | 松本崇志          | 全日本ソフトテニス選手権で優勝したい                                                     | 300万円（融資）                        | STAY    | クラウドファンディングで残額が満たせばの条件つきALL⇒結果ALL                          |
| 342 | 南拓真            | メンズコスメで男性の肌トラブルを0にしたい                                                | 250万円（投資or融資）                  | ALL     |                                                                                      |
| 343 | トモハッピー      | 「令和の虎」ボードゲームで日本をハッピーにしたい                                         | 300万円（融資）                        | ALL     |                                                                                      |
| 344 | ラファエル        | ラファエル参戦！カレーパン専門店を47都道府県に展開したい                                 | 1000万円（投資）                       | ALL     |                                                                                      |
| 345 | 鈴木宏明          | 台風14号で被災した平家キャビア養殖場を復興したい                                         | 4000万円（投資or融資）                 | STAY    | クラウドファンディングで残額が満たせばの条件つきALL                                  |
| 346 | 玉木太一          | アイスクリームの無人販売所を全国に広めたい                                               | 500万円（融資）                        | NOTHING |                                                                                      |
| 347 | 坂本幸雪          | 砂糖を使ったアート「シュガーペイント」が身近になる世界を作りたい                         | 160万円（融資）                        | ALL     |                                                                                      |
| 348 | 風神まどか        | グラマーバスト専門ブラで大きいバストの人を救いたい                                       | 400万円（融資）                        | ALL     |                                                                                      |
| 349 | 野嶋靖栄          | 日本で留学のような経験ができる語学学習アプリを作りたい                                   | 1000万円（投資）                       | NOTHING |                                                                                      |
| 350 | 太田聡美          | 保護者が不登校を学ぶ「オンライン不登校のがっこう」を作りたい                             | 200万円（融資）                        | NOTHING |                                                                                      |
| 351 | 板越伝スティーヴ  | 世界の飲み文化が体験できるパーティーセットをネット販売したい                             | 230万円（投資）                        | NOTHING |                                                                                      |
| 352 | 山手雅美          | マジックミラーカーでお部屋探しを楽しくしたい                                             | 400万円（融資）                        | ALL     |                                                                                      |
| 353 | 大塚倫也          | マネジメント教育で活き活きとした人材を育成したい                                         | 350万円（投資or融資）                  | NOTHING |                                                                                      |
| 354 | 久保祐介          | カスタマイズPCの構成提案・組み立て代行業をしたい                                         | 350万円（融資）                        | NOTHING |                                                                                      |
| 355 | 張替彩心          | ニュータイプの飲み屋「不純喫酒」を流行らせたい                                           | 300万円（融資）                        | ALL     |                                                                                      |
| 356 | 吉永安智          | 弁護士に頼らずとも裁判を戦えるようにしたい                                               | 300万円（融資）                        | NOTHING |                                                                                      |
| 357 | 千頭昇平          | テニス競技の最高峰グランドスラムで優勝したい                                             | 300万円（投資）                        | STAY    | ランキングと話し合いの条件つきALL                                                    |
| 358 | 山中智晴          | 茨城発！揚げパンブームを起こしたい                                                       | 1300万円（融資）                       | NOTHING |                                                                                      |

### 2023年
| 回  | 志願者                 | 志願内容                                                                                   | 希望額                 | 結果    | 備考                                                                                   |
| --- | ---------------------- | ------------------------------------------------------------------------------------------ | ---------------------- | ------- | -------------------------------------------------------------------------------------- |
| 359 | 石川龍毅               | インドで美容院をチェーン展開したい                                                         | 400万円（融資）        | ALL     |                                                                                        |
| 360 | 入月貴紀               | 物を貸し借りできるアプリをオーストラリアで広めたい                                         | 500万円（投資or融資）  | NOTHING |                                                                                        |
| 361 | 宮迫博之               | 誰にでも伝わるワイドショーをYouTubeで届けたい                                              | 1500万円（投資）       | ALL     |                                                                                        |
| 362 | 足立昌紀               | 歯ブラシと歯磨き粉を広めて健康な歯を持つ人を増やしたい                                     | 400万円（融資）        | ALL     |                                                                                        |
| 363 | 水本大勝               | 企業を通して個人に繋がり看護の力で健康を守りたい                                           | 500万円（融資）        | NOTHING |                                                                                        |
| 364 | 与儀大介               | 風俗嬢のセカンドキャリアを考えたデリヘル店を開業したい                                     | 500万円（投資）        | NOTHING |                                                                                        |
| 365 | 三須愛子               | お米の概念を覆す「食べ方自由米」をより多くの方に届けたい                                   | 200万円（融資）        | NOTHING |                                                                                        |
| 366 | 福井愛                 | 「令和の虎」コラボ商品を販売したい                                                         | 160万円（融資）        | ALL     |                                                                                        |
| 367 | 中嶋珠李               | 要望を見える化するサービスを作りたい                                                       | 300万円（融資）        | ALL     |                                                                                        |
| 368 | 山本武典               | 公務員のノウハウシェアサービスを作りたい                                                   | 2500万円（投資）       | ALL     |                                                                                        |
| 369 | 荻野尚志               | 住宅購入の大きな失敗がなくなる社会を作りたい                                               | 100万円（融資）        | NOTHING |                                                                                        |
| 370 | 石原かれん             | 台湾でミセスコンテストを開催したい                                                         | 500万円（投資）        | STAY    | 不在の虎に検討してもらう条件つきALL                                                    |
| 371 | 籾山祐之介             | ヒューマンビートボックスの日本一が作る日本一の大会！                                       | 500万円（投資）        | NOTHING |                                                                                        |
| 372 | だるま                 | Vtuberやゲーム配信者の心の拠り所になりたい                                                 | 800万円（融資or投資）  | STAY    | 虎のコンサルの条件つきALL⇒結果NOTHING                                                  |
| 373 | 藤森幸恵               | LGBTQの総合マッチングサイトを作りたい                                                      | 300万円（投資）        | NOTHING |                                                                                        |
| 374 | 三木秀斗               | 最新AIカメラを駆使して日本のサッカー界を底上げしたい                                       | 700万円（投資or融資）  | ALL     |                                                                                        |
| 375 | 永澤光浩               | 産業廃棄物を選別する施設を作りたい                                                         | 5000万円（投資）       | NOTHING |                                                                                        |
| 376 | 大石総司               | 全国コンカフェマップを業界最強メディアにしたい                                             | 600万円（投資）        | ALL     |                                                                                        |
| 377 | 杉野達則               | 同人AVのマッチングサービスで女性被害者を減らしたい                                         | 600万円（投資or融資）  | NOTHING |                                                                                        |
| 378 | 鄭珍弘                 | バイクの見守りサービスのプラットフォームを作りたい                                         | 600万円（融資）        | ALL     |                                                                                        |
| 379 | 上原由梨奈             | 発達障害の子どもを支援できる保育園を作りたい                                               | 1200万円（融資）       | NOTHING |                                                                                        |
| 380 | 池田右文               | 仮想デイサービスで高齢者が活躍できる社会にしたい                                           | 500万円（融資）        | ALL     |                                                                                        |
| 381 | 中島悟                 | フルーツサンドのキッチンカーで食品廃棄をゼロにしたい                                       | 330万円（投資or融資）  | NOTHING |                                                                                        |
| 382 | 家田ヨシオ Mr.フレイム | 名古屋でNo.1のマジックバーを作りたい                                                       | 500万円（投資）        | STAY    | 虎のコンサルの条件つきALL→結果NOTHING                                                  |
| 383 | 土方康平               | ズッキーニで農業を夢が見られる産業にしたい                                                 | 500万円（投資）        | STAY    | 虎のコンサルの条件つきALL→結果ALL                                                      |
| 384 | 服巻佳奈               | 「キャニーちゃん」を広め世界中を笑顔にしたい                                               | 500万円（投資）        | ALL     |                                                                                        |
| 385 | 水谷和樹               | 牛タン自動販売機のFCオーナーを募集したい                                                   | 500万円（投資）        | NOTHING |                                                                                        |
| 386 | 大山雅致子             | 無人ドッグフィットネスを全国展開したい                                                     | 300万円（投資）        | ALL     |                                                                                        |
| 387 | 石田拳智               | メンズアイドル事務所の世代交代を実現したい                                                 | 3000万円（投資）       | ALL     |                                                                                        |
| 388 | 山口崇                 | 人間も食べられるドッグフードで健康的な社会を築きたい                                       | 500万円（投資or融資）  | NOTHING |                                                                                        |
| 389 | 荻原明                 | シルクパジャマでおうち時間を贅沢なものにしたい                                             | 500万円（融資）        | ALL     |                                                                                        |
| 390 | 小林勝宗               | 東京DIYスクールで空き家再生をしたい                                                        | 300万円（投資or融資）  | ALL     | 放送後、諸事情で辞退                                                                   |
| 391 | 山田俊男               | 無添加の出汁と食事で子ども食堂を開きたい                                                   | 300万円（融資）        | NOTHING |                                                                                        |
| 392 | 寺田伊織               | 学生向けスモールビジネス支援を地方で展開したい                                             | 200万円（融資）        | ALL     |                                                                                        |
| 393 | 山岡由明               | 怪獣レモンで地元尾道の稼げるロールモデルになりたい                                         | 500万円（投資）        | STAY    | 市と協力できれば条件付ALL                                                              |
| 394 | 冨田ツインズ           | MOON-TECH®で快適なアクティブライフを提供したい                                             | 320万円（投資or融資）  | ALL     |                                                                                        |
| 395 | DJ社長 星野ロミ        | 今までにない漫画のプラットフォームを作りたい                                               | 500万円（融資）        | ALL     |                                                                                        |
| 396 | 宏洋                   | SNS炎上対策コンサルサービス「Fire Blocker」を作りたい                                      | 200万円（投資）        | ALL     |                                                                                        |
| 397 | 伊藤搖峯               | 宝石スイーツと誕生石を贈り合う新常識を日本中に広めたい                                     | 500万円（投資）        | NOTHING |                                                                                        |
| 398 | 鈴木心                 | 最も自然な表情が撮れる「新しい」写真館を日本中に広げたい                                   | 600万円（投資）        | ALL     |                                                                                        |
| 399 | 藤沢幸正               | 古着に価値を与えSDGsと所得アップに貢献したい                                               | 300万円（融資）        | NOTHING |                                                                                        |
| 400 | 山中清平               | 本質に基づいた美容で美しい女性を増やしたい                                                 | 500万円（融資）        | ALL     |                                                                                        |
| 401 | 田中仁                 | 元祖台湾もつ鍋で皆様に元気とパワーを与えたい                                               | 500万円（融資）        | ALL     |                                                                                        |
| 402 | ヒカル                 | 過去最高金額をめぐりかつてないTiger Fundingが繰り広げられる                                | 1億円（投資）          | ALL     |                                                                                        |
| 403 | 杉浦耕作               | アイドルグループ「ASAP」を復活させたい                                                     | 1000万円（融資）       | NOTHING |                                                                                        |
| 404 | 川口相美               | 服の圧縮技術を世界に広げたい                                                               | 600万円（投資or融資）  | ALL     |                                                                                        |
| 405 | 宮山浩之 宮山里美      | ｢レキシオ｣でボードゲームの歴史を作りたい                                                   | 500万円（融資）        | NOTHING |                                                                                        |
| 406 | 立花孝志 佐藤沙織里    | テレビを実質無料化し、政治家女子48で日本を変えたい                                         | 2000万円（融資）       | NOTHING |                                                                                        |
| 407 | 近藤英恵 近藤春樹      | ジュニアビジネス留学オンラインを開講したい                                                 | 500万円（融資）        | ALL     |                                                                                        |
| 408 | 井前征真               | 京都で古民家ヴィーガンカフェを開きリトリート施設を作りたい                                 | 800万円（融資）        | NOTHING |                                                                                        |
| 409 | 小林優互               | 視覚障害を持つインフルエンサーとして、たくさんの人の背中を押したい                         | 150万円（融資）        | ALL     |                                                                                        |
| 410 | 小野祐太朗             | 大阪に会員制プライベートサウナを開業したい                                                 | 1500万円（投資）       | NOTHING |                                                                                        |
| 411 | なな茶                 | おっ○いで世の中をストレスから救いたい                                                      | 450万円（投資）        | NOTHING |                                                                                        |
| 412 | ジョージ しな          | 美女と野獣の恋愛サバイバル番組を作りたい                                                   | 250万円（投資）        | ALL     |                                                                                        |
| 413 | 藤田心                 | ヨーロッパでラーメンを浸透させ株式を上場させたい                                           | 2100万円（融資）       | NOTHING |                                                                                        |
| 414 | 松本早奈英             | 観光都市日光から和のパフォーマンスを広めたい                                               | 500万円（融資）        | ALL     |                                                                                        |
| 415 | 青い宮崎               | 子どもが気軽に使える工房&ギャラリーを開設したい                                            | 1000万円（融資）       | NOTHING | リベンジ版にも出演 その後リベンジ版の虎としても出演                                    |
| 416 | 花澤亮也               | 北海道発「エコエネ柱」でエネルギー問題を解決したい                                         | 1000万円（投資）       | STAY    | 虎が中身の真実を確認できたらの条件つきALL                                              |
| 417 | 日隈優輔               | 高性能自転車で糖尿病を寛解させたい                                                         | 600万円（投資）        | NOTHING |                                                                                        |
| 418 | 江村淳平               | 令和の虎×ライフジャケット。隠れた釣り具を釣り人に繋ぐフォーマットを広めたい                | 100万円（融資）        | ALL     |                                                                                        |
| 419 | 松本周平               | "令和の虎道場Cafe"を全国各地に展開したい                                                   | 500万円（融資）        | NOTHING |                                                                                        |
| 420 | 菅原智美               | 映画「魔女の香水」を上映し日本一女性に愛される香水ブランドを設立したい                     | 1000万円（投資）       | ALL     |                                                                                        |
| 421 | 小野敏洋               | 浅草に体験型の超大型犬もふもふカフェを開業したい                                           | 900万円（融資）        | NOTHING |                                                                                        |
| 422 | 伊藤湧也               | 優勝者は童貞アイドルへ「ミスター童貞コンテスト」を開催したい                               | 100万円（融資）        | ALL     |                                                                                        |
| 423 | 小石英雄               | 東京で行列のできるパスタ専門店を出店したい                                                 | 700万円（融資）        | NOTHING |                                                                                        |
| 424 | 石川総眞               | 横浜に酒好きが集まる唯一無二のBARを作りたい                                                | 500万円（投資）        | NOTHING |                                                                                        |
| 425 | 松尾芳治               | 超小型水力発電機で世界のエネルギー問題を解決したい                                         | 2000万円（投資）       | STAY    | 実証実験を見てからの条件つきALL                                                        |
| 426 | 松尾大樹               | 夢ある人にスポットライトを当てライブ市場をアップデートしたい                               | 300万円（投資）        | NOTHING |                                                                                        |
| 427 | 魚住幸                 | 可愛いランニングウェアで心身ともに健康な人を増やしたい                                     | 1000万円（投資）       | NOTHING |                                                                                        |
| 428 | 川本寛之               | インドで占いマッチングアプリを展開したい                                                   | 500万円（投資）        | ALL     |                                                                                        |
| 429 | 福岡大樹               | Amazonで商品を売り 障がい者の工賃を上げたい                                                | 400万円（投資）        | NOTHING |                                                                                        |
| 430 | 佐藤俊介               | クリエイターに居場所を提供しやりたいことに挑戦するチャンスを与えたい                       | 1100万円（投資or融資） | NOTHING |                                                                                        |
| 431 | 鈴木遼央               | ラーメン屋｢鈴の木｣をアパレルで世界へ届けたい                                               | 500万円（融資）        | NOTHING |                                                                                        |
| 432 | 田村幸太郎             | 高知のよこさい祭りを虎と盛り上げたい                                                       | 200万円（投資）        | ALL     |                                                                                        |
| 433 | 松本陽太               | 日本一のヘリポート管理数を実現し空飛ぶ車社会に繋げたい                                     | 600万円（投資）        | NOTHING |                                                                                        |
| 434 | 竹内淳                 | 最速で情報共有できる次世代の名刺をアジアに広めたい                                         | 1000万円（融資）       | NOTHING |                                                                                        |
| 435 | 正田和輝               | hair VRで新人美容師の離職率を下げたい                                                      | 1000万円（投資or融資） | ALL     |                                                                                        |
| 436 | 杉田克敏               | 美容室の空き鏡のシェアで美容師の未来に夢と希望を作りたい                                   | 1500万円（投資）       | NOTHING |                                                                                        |
| 437 | 渡部久美               | うんこおんぷちゃんドリルで音楽好きな子どもを増やしたい                                     | 120万円（融資）        | ALL     |                                                                                        |
| 438 | 西岡悠太               | 日本の盆栽「BONSAI」の人気を広げたい                                                       | 450万円（融資）        | ALL     |                                                                                        |
| 439 | 鯉沼寿慈               | 占いバトル番組で占いのイメージを一変したい                                                 | 1000万円（投資）       | NOTHING |                                                                                        |
| 440 | 与儀大介               | CBDバーを出店し日本での医療大◯合法化を実現したい                                           | 300万円（投資）        | ALL     |                                                                                        |
| 441 | しばはし聡子           | 離婚後のふたり親支援を広めたい                                                             | 300万円（融資）        | ALL     |                                                                                        |
| 442 | 榮木将文               | 外国人観光客向けキャラ飲みサービスを展開したい                                             | 100万円（融資）        | NOTHING |                                                                                        |
| 443 | 服部翔太郎             | 民営運営代サービスを展開し民宿投資家を増やしたい                                           | 500万円（投資or融資）  | ALL     |                                                                                        |
| 444 | 江崎理奈               | 新しい訪問看護事業を展開したい                                                             | 900万円（投資or融資）  | ALL     |                                                                                        |
| 445 | 中崎智広               | フツメン・フツジョ向けのマッチングアプリを作りたい                                         | 500万円（投資）        | NOTHING |                                                                                        |
| 446 | 渡邉翔太朗             | 探求SNSを導入しワクワクする探求学習を全国に広めたい                                        | 100万円（融資）        | ALL     |                                                                                        |
| 447 | 若林憲吾               | 女性用風俗「東京M性感」を全国展開したい                                                    | 278万円（融資）        | ALL     | お蔵入りになる予定だった回                                                             |
| 448 | 来條翼                 | 舞台「虎舞」を大阪の名物舞台にしたい                                                       | 1000万円（投資）       | ALL     | 再挑戦                                                                                 |
| 449 | 藤巻滉平               | 食品清浄機「bio fresher」で人々が豊かに暮らせる社会を創りたい                              | 1000万円（投資）       | ALL     |                                                                                        |
| 450 | 児玉和俊               | 事故物件の心理的瑕疵を取り除くまめの室内調査をしたい                                       | 250万円（投資）        | STAY    | 3ヶ月間に5軒の成果を出したら共同条件付きALL                                            |
| 451 | 堀江慶浩               | 大好きな祖母のサツマイモで世界一の焼き芋屋を作りたい                                       | 300万円（融資）        | NOTHING |                                                                                        |
| 452 | 松井良太               | 整体院業界のIT化を進めたい                                                                 | 200万円（投資）        | ALL     |                                                                                        |
| 453 | 半田なない             | NYアポロシアターで日本人最年少で賞を取りたい                                               | 150万円（融資）        | ALL     |                                                                                        |
| 454 | Amaziog高見            | アメイジングな商品を全世界のAmazonで販売したい                                             | 300万円（投資）        | NOTHING |                                                                                        |
| 455 | DILIYAER ABUDUREYIMU   | ハラル餃子をムスリムの人々が食べられるようにしたい                                         | 500万円（融資）        | ALL     |                                                                                        |
| 456 | 重森龍人               | 電動バイクを利用した運転代行で革命を起こしたい                                             | 240万円（融資）        | STAY    | 法的に問題がないか投資で大阪に拠点を移すことの条件付きALL                              |
| 457 | 内田輝                 | 新感覚のレンタルサウナカー事業を展開し全国をトトノワせたい                                 | 100万円（融資）        | ALL     |                                                                                        |
| 458 | 浦本雅史               | 子ども達に夢を与える環境を届けたい                                                         | 500万円（投資or融資）  | NOTHING |                                                                                        |
| 459 | 植田和宏 植田芽衣      | お客様のわがままを叶えるフレンチレストランを開業したい                                     | 500万円（融資）        | STAY    | 価格帯をいくつかに分けるのと本当に1日1組限定のままなのかの話し合いの条件付きALL        |
| 460 | しまだしゃちょー       | 明日花キララがイメージキャラクターのサプリ「NMNkirara」の会食パーティーを開催したい        | 300万円（融資）        | STAY    | 明日花キララが出演したら条件付きALL→結果ALL                                            |
| 461 | 森田篤                 | カイロプラクティックサロンカーで笑顔と元気を届けたい                                       | 600万円（融資）        | NOTHING |                                                                                        |
| 462 | 山田広登               | 障がい者と企業がWIN-WINな社会にしたい                                                      | 250万円（融資）        | ALL     |                                                                                        |
| 463 | 後藤龍斗               | エンターテイメント性を重視三方よしの焼肉屋を開業したい                                     | 300万円（融資）        | STAY    | 10月末までに家賃20万円以下の物件を見つけることとプランBを考えてほしいことの条件付きALL |
| 464 | 大野健誠               | 上京してスターになりたい                                                                   | 300万円（融資）        | NOTHING |                                                                                        |
| 465 | 藤本健太               | 生成AIでクチコミ獲得しビジネスサポートをしたい                                             | 300万円（投資）        | ALL     |                                                                                        |
| 466 | 大森翔吾               | 受益化できるWebサービス「相談箱」をグロースしたい                                          | 1000万円（投資）       | NOTHING |                                                                                        |
| 467 | 福田翔之               | ITを活用して訪問介護職員不足を解決したい                                                   | 500万円（投資）        | ALL     |                                                                                        |
| 468 | 菅原隆                 | 新しい宅配プロバイダーでドライバーの賃上げをしたい                                         | 500万円（融資）        | NOTHING |                                                                                        |
| 469 | 角田正一               | 日本でピンチョスを定着させバル文化の素晴らしさを広めたい                                   | 300万円（融資）        | STAY    | 一緒に出資して新しい会社を作るという条件付きALL                                        |
| 470 | 森上綾介               | 演奏家の演奏家による演奏家のための会社を作りたい                                           | 300万円（融資）        | ALL     |                                                                                        |
| 471 | 森戸賢成               | VR格闘技で格闘技人口を増やしたい                                                           | 1000万円（融資）       | NOTHING |                                                                                        |
| 472 | 八十島弘行             | 「令和の虎」とコラボしたキッチンカー事業を展開したい                                       | 600万円（投資）        | NOTHING |                                                                                        |
| 473 | 小幡優佳               | 菜食育アドバイザー養成講座で女性の収入を増やしたい                                         | 200万円（投資or融資）  | ALL     |                                                                                        |
| 474 | 金城猛男               | サッカークラブが経営する焼肉屋を開きたい                                                   | 2000万円（融資）       | NOTHING |                                                                                        |
| 475 | 松本恒彦               | 顔認証で無人店舗システムの先駆者になりたい                                                 | 300万円（融資）        | NOTHING |                                                                                        |
| 476 | 堀口飛鳥               | 狩猟や生態調査で稼げる場所を提供したい                                                     | 450万円（投資or融資）  | ALL     |                                                                                        |
| 477 | 念図                   | 石井岳城と世界的アーティストを目指したい                                                   | 500万円（投資）        | NOTHING |                                                                                        |
| 478 | 秋元勇人               | 合意書作成アプリで意図のない性加害トラブルをなくしたい                                     | 120万円（投資or融資）  | ALL     |                                                                                        |
| 479 | 上條奨太               | 麻雀マッチングアプリで麻雀界の未来を創りたい                                               | 1200万円（投資）       | STAY    | 林尚弘、岩井良明と麻雀で勝負をし勝ったら条件付きALL⇒結果NOTHING(2位）                  |
| 480 | 横田川秀美             | 美味しいローカーポで心身共に健康な世界を実現したい                                         | 250万円（融資）        | NOTHING |                                                                                        |
| 481 | 山下大貴               | 高校生のビジネスに使われるものづくりが賞賛される世の中にしたい                             | 190万円（投資or融資）  | NOTHING |                                                                                        |
| 482 | ご当地ドリル向井       | 47都道府県のご当地ドリルを作り全国制覇したい                                               | 150万円（融資）        | STAY    | 販売ラインを自己資金が越えればよいという条件付きALL                                    |
| 483 | 村上翔一               | 新しい形のアロマディフューザーで癒しの空間を提供したい                                     | 800万円（投資or融資）  | ALL     |                                                                                        |
| 484 | 西脇裕                 | 屋外でのボクシング興行を成功させたい                                                       | 300万円（融資）        | NOTHING |                                                                                        |
| 485 | 宮下優人               | YouTube通販で新たな風を吹かせたい                                                          | 500万円（投資）        | NOTHING |                                                                                        |
| 486 | 陣内哲也               | 老朽化マンションを再現し社会問題を解決したい                                               | 1500万円（投資）       | NOTHING |                                                                                        |
| 487 | 吉田周平               | 日本一勉強しない英会話スクールを実現したい                                                 | 1000万円（投資or融資） | ALL     |                                                                                        |
| 488 | 浅井純子 茂呂史生      | 視覚障がい者でも働ける暗闇ヘッドスパでハッピーな世の中にしたい                             | 500万円（投資）        | ALL     |                                                                                        |
| 489 | 岡戸貴史               | 「HUG BAR」で世界を平和にしたい                                                            | 1000万円（投資or融資） | NOTHING |                                                                                        |
| 490 | 須藤未瑳樹             | 公式アプリを作り「令和の虎」の可能性を広げたい                                             | 115万円（融資）        | ALL     |                                                                                        |
| 491 | 鶴巻諒也               | 誰もが挑戦することができる世の中にしたい                                                   | 200万円（融資）        | STAY    | 林尚弘とお金などの打ち合わせ、キャラ変更、眞本と相性がよいかなどの条件付きALL          |
| 492 | 南郷国豊               | メンマの固定観念をぶっ壊すギルトフリーメンマをバズらせたい                                 | 500万円（投資or融資）  | ALL     |                                                                                        |
| 493 | 苅谷健太               | ロープアクセス体験型イベントを通じて業界を多くの方に知ってもらいたい                       | 150万円（投資or融資）  | ALL     |                                                                                        |
| 494 | 相宗昭紅               | 無人溶岩石ホットヨガガススタジオで女性を応援したい                                         | 500万円（融資）        | NOTHING |                                                                                        |
| 495 | 山田蔵人               | 性癖の多様性を自由に気軽に配信できるサイトを作りたい                                       | 300万円（融資）        | ALL     |                                                                                        |
| 496 | 浅香紘                 | マッチングアプリ「トュープドュック」で趣味嗜好が合う人たちを繋げたい                       | 300万円（投資or融資）  | ALL     |                                                                                        |
| 497 | 植田一季               | 「令和の虎」コラボ丼で十勝清水町を盛り上げたい                                             | 100万円（融資）        | NOTHING |                                                                                        |
| 498 | 遠藤勇                 | 歯科医療費控除シミュレーションで医療の動機に繋げたい                                       | 100万円（融資）        | ALL     |                                                                                        |
| 499 | 松岡陽                 | 想いが詰め込まれたゴルフウェア「Liberta」をもっとたくさんの方々に着てもらいたい            | 500万円（投資）        | STAY    | 200万円以上売ったらの条件付きALL                                                       |
| 500 | 伊藤矢真人             | 詐欺電話代行サービス「コッソリ」を普及させて特殊詐欺被害を圧倒的に減らしたい               | 100万円（融資）        | NOTHING |                                                                                        |
| 501 | むぎママDIY            | むぎママサロン集客のため商業施設でハンドメイド作家・企業と一緒にリアルイベントを実施したい | 170万円（融資）        | ALL     |                                                                                        |
| 502 | 濱崎貴識               | 新しい共同購入の仕組みで販売者・消費者・リアル店舗三方よしの社会を作りたい                 | 2000万円（投資）       | NOTHING |                                                                                        |
| 503 | 塚田流々               | 日韓にファッションの橋を架けるプラットフォーマーになりたい                                 | 500万円（投資）        | ALL     |                                                                                        |
| 504 | 田島真徳               | 九州の物流の要所である佐賀市鶏柄市にフードロスを集めて再分配する支援拠点を作りたい         | 100万円（融資）        | ALL     |                                                                                        |
| 505 | 柏原悠                 | 瀬戸内・しまなみ海道の観光客にめっちゃ楽しいクルージングだったわ!と思ってもらいたい        | 300万円（投資）        | ALL     |                                                                                        |
| 506 | 土屋修平               | いつでも、だれでも参加できるバトルイベント「だれバト」を日本全国、世界に展開させたい       | 500万円（融資）        | NOTHING |                                                                                        |
| 507 | せきえもん             | YouTube版「なんでも鑑定団」を立ち上げ日本一の中古品の委託販売サービスを作りたい            | 500万円（投資）        | ALL     |                                                                                        |
| 508 | 安西信昌               | 格闘技人生の集大成は生まれた日本で!大晦日「RIZIN.45」を盛り上げたい                        | 500万円（投資）        | ALL     |                                                                                        |
| 509 | 持田悦生               | 「ゲーム英会話ヒーローズ」を展開し日本の英語力を楽しく底上げしたい                         | 500万円（投資）        | NOTHING |                                                                                        |

### 2024年
| 回  | 志願者              | 志願内容                                                                               | 希望額                 | 結果    | 備考                                                                           |
| --- | ------------------- | -------------------------------------------------------------------------------------- | ---------------------- | ------- | ------------------------------------------------------------------------------ |
| 510 | 前迫潤哉            | 虎を作詞家にしたい                                                                     | 350万円（投資）        | ALL     |                                                                                |
| 511 | 渕上元気            | ガラス仕分け機を開発し日本の技術を向上させたい                                         | 1500万円（投資or融資） | STAY    |                                                                                |
| 512 | 宍戸崇裕            | ファンマーケティングを世の中に広めたい                                                 | 1000万円（投資）       | NOTHING |                                                                                |
| 513 | 奥村美奈            | 滋賀県彦根市の古民家に外国人富裕層を集客したい                                         | 300万円（投資）        | ALL     |                                                                                |
| 514 | 眞本進五            | オンラインサロンを開設しパチスロをもっと身近な遊戯にしたい                             | 250万円（融資）        | NOTHING | 再挑戦                                                                         |
| 515 | 堺礼                | 人の善意を金に変え資本の力でゴミを片付けたい                                           | 500万円（投資）        | ALL     |                                                                                |
| 516 | ぷりてぃ☆うんこマン | ぷりてぃ☆うんこマンのテーマソングを作りたい                                            | 100万円（融資）        | NOTHING |                                                                                |
| 517 | 平野剛              | 光水素カプセルを開発し全国展開したい                                                   | 800万円（融資）        | ALL     |                                                                                |
| 518 | 長竹純              | 自宅駐車場をイベントペースにし子どもたちの笑顔を作りたい                               | 100万円（融資）        | NOTHING |                                                                                |
| 519 | 木ノ下勇人          | アメリカの大学で安くて美味しいおにぎりを提供したい                                     | 200万円（融資）        | ALL     |                                                                                |
| 520 | 富樫美佳            | スマホ世代の子ども達の「健康能」をオイルケアで守りたい                                 | 300万円（融資）        | NOTHING |                                                                                |
| 521 | 長来真              | 外国人がパチンコを打つために来日する世界を作りたい                                     | 200万円（投資or融資）  | ALL     |                                                                                |
| 522 | 田端厚賢            | 独自性と技術の融合による次世代言語モデルを作りたい                                     | 1000万円（投資）       | NOTHING |                                                                                |
| 523 | 瀬名ちひろ          | 高身長アイドルグループ「天空プレモ」を結成したい                                       | 400万円（融資）        | STAY    | 竹之内が初めて司会をやった回 芸能版の収録日までにメンバーを選定する条件付きALL |
| 524 | Saku Yanagawa       | スタンダップコメディアンとしてコメディ界のメジャーリーガーになりたい                   | 1000万円（投資）       | ALL     |                                                                                |
| 525 | 森航大              | おにぎりと唐揚げ専門の食べ飲み放題でフランチャイズの王になりたい                       | 1500万円（融資）       | NOTHING | 受験生版から本編へ再挑戦                                                       |
| 526 | 細川貴之            | 1分間ボクシングフィットネスで意味のあるジムを広めたい                                  | 700万円（投資）        | ALL     |                                                                                |
| 527 | ひの                | SMが好きな人が安心して生きられる社会を作りたい                                         | 1000万円（融資）       | NOTHING |                                                                                |
| 528 | 伊藤麻里            | 一事業主に一秘書を当たり前にしたい                                                     | 400万円（投資）        | ALL     |                                                                                |
| 529 | 森涼                | スマホが不得意な人の拠所を作りたい                                                     | 300万円（投資）        | NOTHING |                                                                                |
| 530 | 田家大知            | 音楽で国境を越えて人が繋がる素晴らしさを伝えたい                                       | 150万円（融資）        | ALL     |                                                                                |
| 531 | 佐藤孝晃            | 田舎に初心者向けジムを作りたい                                                         | 300万円（融資）        | ALL     |                                                                                |
| 532 | 速水さゆり          | ポーカーの競技団体「PoP」を立ち上げポーカーを普及させたい                              | 150万円（投資）        | STAY    |                                                                                |
| 533 | 片岡和哉            | 福祉厚生専用オンライン治療サービス「らく診」で忙しい人に「時間」と「健康」を提供したい | 500万円（投資）        | NOTHING |                                                                                |
| 534 | 福田英樹            | 「Casash+」で手ぶらで傘をさし真夏の吹奏楽を救いたい                                    | 250万円（投資or融資）  | ALL     |                                                                                |
| 535 | 金栄                | 人情味溢れる飲食店を日本に残していきたい                                               | 950万円（融資）        | STAY    | マネーの虎にも出演。夜のアルコールメニューを充実させるという条件付きALL        |
| 536 | 吉野貴雄            | 天然フルボ酸消臭剤「リオラっしゅ」を広めたい                                           | 150万円（融資）        | NOTHING |                                                                                |
| 537 | 大平明日菜          | 五感全てを満たす男性専用のネイルケアサロンを開業したい                                 | 500万円（投資）        | NOTHING |                                                                                |
| 538 | 大道一馬            | 就職支援をし地域医療に貢献したい                                                       | 650万円（融資）        | ALL     |                                                                                |
| 539 | バン仲村            | 新たな競技battle footを世界へ広めたい                                                  | 4000万円（投資）       | NOTHING |                                                                                |
| 540 | 内川宗大            | 飛び地の村「北山村」で医療が溶け込んだお祭りを開きたい                                 | 100万円（融資）        | ALL     | ソーシャル版。100万円中100万円獲得                                             |
| 541 | 素潜り漁師マサル    | 島の魚を売るためYouTubeのメンバーシップを始めたい                                      | 2000万円（融資）       | NOTHING |                                                                                |
| 542 | 那須信寛            | できるまで帰れない「成す塾」を広めたい                                                 | 300万円（融資）        | NOTHING |                                                                                |
| 543 | 嶋田裕樹            | 「筋トレ全国模試」で筋トレを継続する人たちを増やしたい                                 | 650万円（投資）        | NOTHING |                                                                                |
| 544 | 加藤大貴            | 「ゲーム×逆求人」で誰もが輝ける世界にしたい                                            | 500万円（投資）        | ALL     |                                                                                |
| 545 | マヌー島岡          | 令和のお笑いバリアフリー漫才 D-1グランプリを開催したい                                 | 1億円（融資）          | NOTHING |                                                                                |
| 546 | ALOHA ONO           | 誕生日を最高にする空間演出ビジネスをしたい                                             | 500万円（投資）        | NOTHING |                                                                                |
| 547 | 近藤雅也            | 建築廃材循環アプリ「Halelea」で環境問題に寄与したい                                    | 300万円（融資）        | ALL     |                                                                                |
| 548 | 竹下麻衣子          | サウナ×ライブスタジオ×カフェの新エンタメ店舗をオープンしたい                           | 1000万円（投資）       | STAY    | ビジネスプランの甘い部分を指摘やリクエストをしてそれが問題なければ条件付きALL  |
| 549 | 野添誉司            | 低単価で高品質なウィッグ「Re:ERO」を全国展開したい                                     | 500万円（投資）        | STAY    |                                                                                |
| 550 | 堀田千              | 初心者でもプレイできる3択将棋アプリを提供したい                                        | 1000万円（投資）       | NOTHING |                                                                                |
| 551 | 友田晴己            | ハンドメイドのクロモリ自転車工房「SUNNY」を開業し素晴らしさを広めたい                  | 800万円（融資）        | NOTHING |                                                                                |
| 552 | 久保田靖朗          | 「浜ののりだれ」で海苔の新しい食べ方を提案し、東北から世界へ拡げたい                   | 500万円（投資）        | ALL     | 本編登場以前に、通販版に登場                                                   |
| 553 | 前竹陽日希          | 社会人向けの学習管理型オンライン宅建塾を作りたい                                       | 200万円（融資）        | ALL     |                                                                                |
| 554 | 山浦昭弥            | 塗るだけで筋肥大するクリームで健康な人を増やしたい                                     | 1000万円（投資）       | NOTHING |                                                                                |
| 555 | 蓑輪恵利子          | 専用サイトで車椅子ユーザーが気軽に安全に外出できる世界へ                               | 200万円（融資）        | ALL IN  | ソーシャル版。200万円中50万円獲得                                              |
| 556 | けいぴょん          | 熱波師と温浴施設とお客を繋ぐ投げ銭アプリでサウナを文化にしたい                         | 500万円（投資）        | STAY    | リベンジ版を経て再挑戦。一人で熱波師として売上100万円達成すればの条件付きALL   |
| 557 | 佐野聖良            | フィリピンで農薬の卸売業を始め農薬の安定支給を叶えたい                                 | 1500万円（投資or融資） | STAY    | 税理士に相談した上仕入れ時の着金でいいならば条件付きALL                        |
| 558 | 栗原茂行            | バーチャル旅行が楽しめる旅介TVを広めたい                                               | 700万円（投資）        | NOTHING |                                                                                |
| 559 | 深澤晴 松田洸樹     | SaaSシステム「seppja」で効率化を促進し令和の虎初の100億円企業になりたい                | 500万円（投資）        | ALL     |                                                                                |
| 560 | 平田茉莉花          | 故人と会話ができるAI仏壇サービスを作りたい                                             | 1000万円（投資）       | NOTHING |                                                                                |
| 561 | 高橋佑一            | トレカ専門店フリマアプリでトレカを安心して楽しめる世界を実現したい                     | 1000万円（投資）       | NOTHING |                                                                                |
| 562 | 澁谷梨絵            | 全国で発生する大量のフードロス食材を活用し千葉県に「子ども食堂」を作りたい             | 500万円（融資）        | ALL     |                                                                                |
| 563 | 坂戸孝志            | 新しい治療法「緩消法®️」で体の痛みに苦しむ人を救いたい                                 | 2000万円（投資）       | NOTHING |                                                                                |
| 564 | 中村竜綺            | 長崎県に水産加工場を作り漁業の人手不足を止めたい                                       | 800万円（投資）        | ALL     |                                                                                |
| 565 | 大石勇生            | 全国の農機具屋を救うシステムを構築したい                                               | 250万円（融資）        | NOTHING |                                                                                |
| 566 | 横山翔来            | リアルジャパンが体験できる寿司屋をモロッコのカサブランカに移転したい                   | 5000万円（投資）       | NOTHING |                                                                                |
| 567 | 川本智恵美          | ボールダンス教室を盛り上げ老若男女が楽しめるエクササイズにしたい                       | 100万円（融資）        | ALL     |                                                                                |
| 568 | 蔵増康二            | 楽しみながら仕事をしたい人へオリジナルトレーディングシステムカードゲームを普及したい   | 150万円（投資or融資）  | NOTHING |                                                                                |
| 569 | 門傳佑子            | 講演会で障がい者兼医療従事者として発信力をつけ社会福祉を改善したい                     | 210万円（融資）        | ALL     | ソーシャル版                                                                   |
| 570 | 平野哲也            | インバウンド向けの観光予約システムの認知を高めたい                                     | 250万円（投資）        | NOTHING |                                                                                |
| 571 | 今井渉              | 新世代の腸活グミサプリで子どもたちの健康をサポートしたい                               | 600万円（融資）        | NOTHING |                                                                                |
| 572 | 春日はな            | 夢のある若者が輝ける監禁リアリティショーを作りたい                                     | 290万円（投資）        | STAY    | コンセプトを変えるという条件付きALL→結果ALL                                    |
| 573 | 遠藤慎太郎          | 置き配の盗難防止グッズで再配達のない会社を作りたい                                     | 1000万円（投資）       | NOTHING |                                                                                |
| 574 | 門脇明日香          | AIインフルエンサーで日本の魅力を世界に届けたい                                         | 500万円（投資or融資）  | ALL     |                                                                                |
| 575 | 鳥居伸利            | どんな靴にも使えるかかとのインソールで立ち仕事を楽にしたい                             | 300万円（融資）        | NOTHING |                                                                                |
| 576 | 松元拓也            | 重度障がい者の社長がつくる福祉サービス「ふくはぴ愛知」を広めたい                       | 500万円（投資）        | ALL     |                                                                                |
| 577 | 須藤彩嘉            | CBDのお菓子をキッチンカーで販売しCBD業界で日本一になりたい                             | 500万円（融資）        | NOTHING |                                                                                |
| 578 | Xanny O'stin        | 1stアルバムをヒットさせて世界に通用するラッパーになりたい                              | 120万円（融資）        | ALL     |                                                                                |

## 通販版 Tiger Funding
桑田龍征が主宰。

## トラブル

### 違法賭博による降板
2022年2月14日
「Tiger Fundingの出演者たちが常習的に賭けポーカーをしている」との情報が、Z李のTwitter上で暴露され、LINE上でやり取りされた賭けの精算表など決定的な証拠も公開された。公開された精算表によると、数十万円という大きな金額が動いており、常習的であったことから問題視された。
この件をタレコミしたのは、令和の虎に元志願者として出演し、その後「牛タンの通販」で成功した後、虎として活動していた條隼人であり、清算表によると相当に賭博で負け越していることが判明した。
清算表に名前が挙がっていた、武田塾を運営する「A.ver」社長の林尚弘、「晴れる屋」オーナーのトモハッピー(齋藤友晴)、「年収チャンネル」YouTuberでStockSun執行役員の植本涼太郎の3名は、Twitterなどで違法賭博の事実を認めて謝罪し、番組からは降板となった。
2月15日
この騒動を受けて、『令和の虎』の主宰者である岩井良明は、番組出演者の不祥事について謝罪した上で、当面の間、同チャンネルの配信を一時停止すると2月15日に発表した。その後、2週間の配信自粛をすることになった。
林尚弘は、自身のTwitterで違法賭博について認め謝罪し、株式会社A.ver代表および「武田塾」塾長職の辞任を表明した。
3月1日
配信を再開し、主宰者・岩井から撮影再開の報告とともに「過ちを犯した人間が抹殺される社会は、納得ができない」「猛省した上で、いつか不祥事を起こした虎社長たちは番組に戻ってきてほしい」との熱い思いが伝えられた。賭博参加者たちの出演は見送られたが、事件発覚前の収録済の回については「志願者にも迷惑がかかる」との判断から、賭博参加者たちが出演している回も含めて随時公開された。
5月20日
桑田龍征とトモハッピーが謝罪動画に出演し、「令和の虎」への復帰を報告した。動画内では、主宰者・岩井が号泣した。
6月1日
警視庁は、『令和の虎』の出演者ら男14人を賭博容疑で書類送検した。これに伴い、当初は番組に復帰予定であった桑田龍征とトモハッピーの2名が登場した収録回は、しばらく放送を見合わせることになった。
この頃、トモハッピーもYoutube動画において、「晴れる屋」の社長を辞任することを発表した。
6月4日
トモハッピー、桑田龍征が出演した動画が配信され、「令和の虎」へ復帰することになった。
8月1日
林尚弘が出演した動画が配信され、「令和の虎」へ復帰することになった。
8月5日
林尚弘、トモハッピー、桑田龍征らが、「不起訴」になったことをSNS上にて報告した。
『令和の虎』の関係者
- 林尚弘 (武田塾)
- 桑田龍征 (NEW GENERATION GROUP)
- トモハッピー (株式会社トモハッピー)
- 遠藤悠記(株式会社えん)
- 寺林 (株式会社クローバー)
- ヤン (やんちむ、ジェリカフェ川崎店オーナー)
- 條隼人 (牛タンの通販。今回、Z李に情報をタレコミした人物)

それ以外のメンバー
- 音畑柊 (wakatte.tvのプロデューサー)
- 前田 (まかりDEバナナ)
- 原山 (株式会社dreams)
- 植本涼太朗 (StockSun 執行役員)
- 山口雄貴 (StockSun 執行役員)
- 山本紘希 (StockSun)
- 若林大樹 (NAORU整体)
- 辰巳大地
- ハゲリーマン (山本裕司)
- プリン将軍

### 竹ノ内教博の降板
2022年
ガーシーによって、竹之内は「自身が未成年買春した」との画像や音声などのガセ情報を送ったことをきっかけに、双方で対立していた。
2023年1月8日
「青汁王子」として著名な実業家の三崎優太が、YouTube Liveを配信し、ガーシーこと東谷義和が登場した。そこでガーシーは、竹之内が「令和の虎」のメンバーや反社会的勢力などから借金をしていることや、三崎からお金をだまし取ろうとしていると暴露した。
その後、ガーシーに刑事告訴され、金銭問題も暴露されたことに竹之内氏は、2023年1月にドバイに飛んで直接謝罪した。
竹之内はその後、ガーシーに暴露された借金自体がなかったこと、反社会勢力から金を借りたこともないことを、Youtubeチャンネル上で語った。

### 小火による退去騒動
2024年4月30日
4月30日に公開された岩井の動画において、フランチャイズ版において出演した志願者の「閉店しないからあげ店を全国に広げたい!」のプレゼン撮影中に、控室にあったからあげ調理のための「家庭用コンロ」から火が出て、スタッフが消火器で鎮火したため、部屋中が真っ白になったと報告があった。
その後、ビルのオーナーからは「即時退去」を促され、出ていかないのであれば「3倍の家賃」を支払うよう通告されたという。退去費用、新しくテナントを借りる費用、違約金を含めると最大3億円程度かかってしまい、違約金がなかったとしても、このオフィスを元の形に戻し、新しくこの形を作るには少なくとも1億5000万円かかるという。
「SNSで炎上するのでなく、本当に炎上した」という岩井の説明に対して、Youtubeちゃんねるのコメント欄やSNSは大きく炎上する結果となった。
5月2日
ヒカルの発案により、ヒカルがビジネスの顧問になってお金を稼ぎ、その利益を全て今回の一件の穴埋めに使うという、『みんなの願いが叶う会』の募集が始まった。この顧問制度は、ヒカルや林氏と親交のある実業家たちと「1年間に1回、旅行に行く」ほか、定期的に行われる食事会の集まりだという。月50万円コースと、月100万円コースがあり、後者のメリットは少人数による密接なコミュニケーションが取れる可能性が高まると説明された。
その他、「1億円ぐらいならすぐ振り込みます」というテスタからの連絡があった他、他の経営者たちからの協力の申し出があったという。
5月4日
顧問制度の募集から約48時間で「申し込みベースで80名」となり、全員1年継続したら合計5.9億円分の顧問料が集まり、必要な3億円の返済ができそうな見込みが立ったと報告された。
10月31日
この小火騒ぎを受けて、「令和の虎」に撮影スタジオを提供している株式会社Suneightは、東京都新宿区西新宿7にある「住友不動産西新宿ビル32階」から、渋谷区千駄ヶ谷にある「ゼニス南新宿13階」に移転することになった。